# Советская улица (Оренбург)
Сове́тская у́лица — главная туристическая улица в Оренбурге. На отрезке от начала (Беловка) до пересечения с улицей Володарского является пешеходной. Общая длина пешеходной части — 1,45 км.

## История

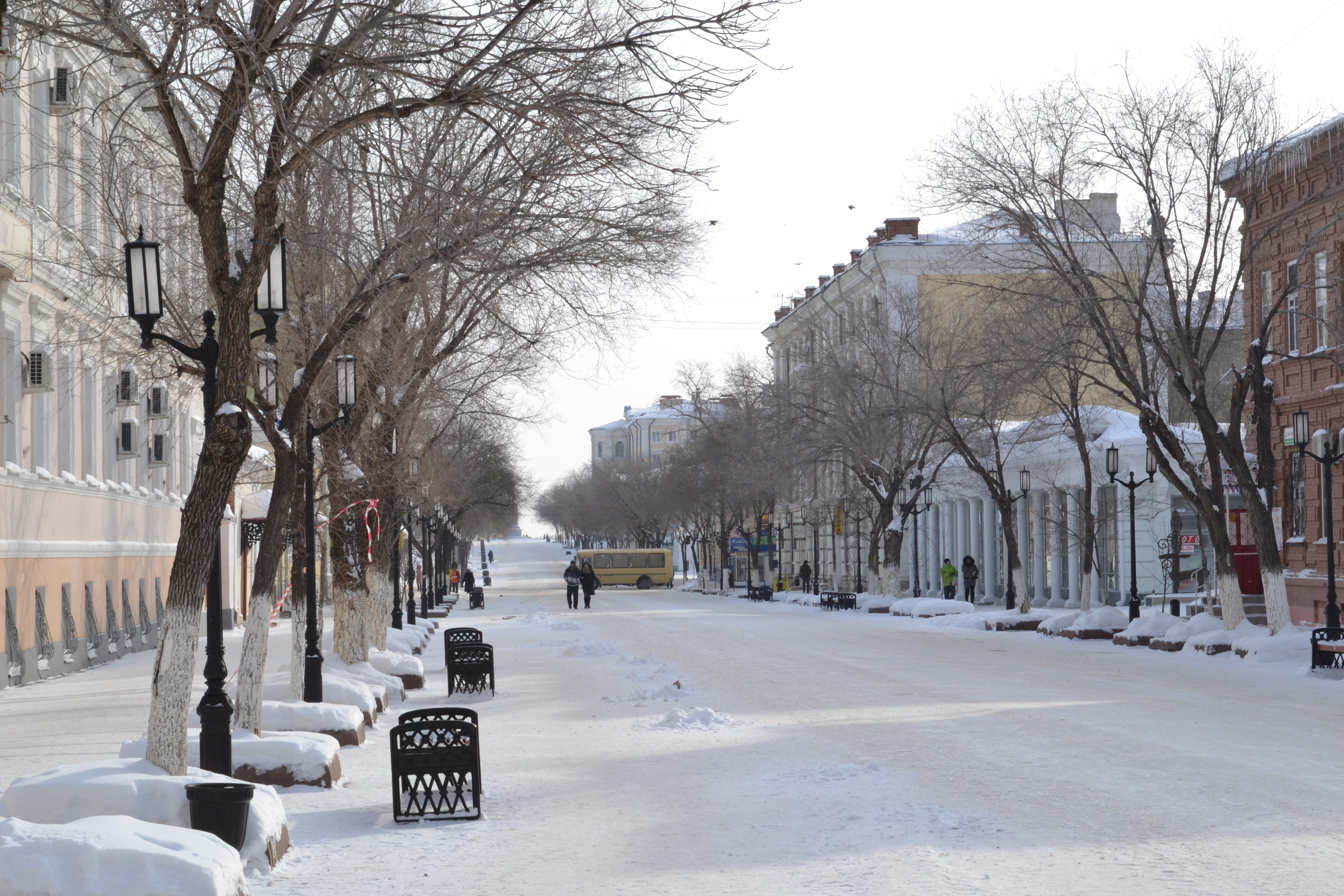
Вид в сторону Беловки

Возникла в середине XVIII века в пределах земляного вала Оренбургской крепости. В 30-е г. XIX в. переименована в честь Императора Николая I. В 1919 году стала первой улицей, которую переименовали коммунары Советов.

## Расположение
Советская улица начинается с берега Урала от Беловки. Тянется в северо-западном направлении на 3 км. до Новой Слободки.

## Застройка

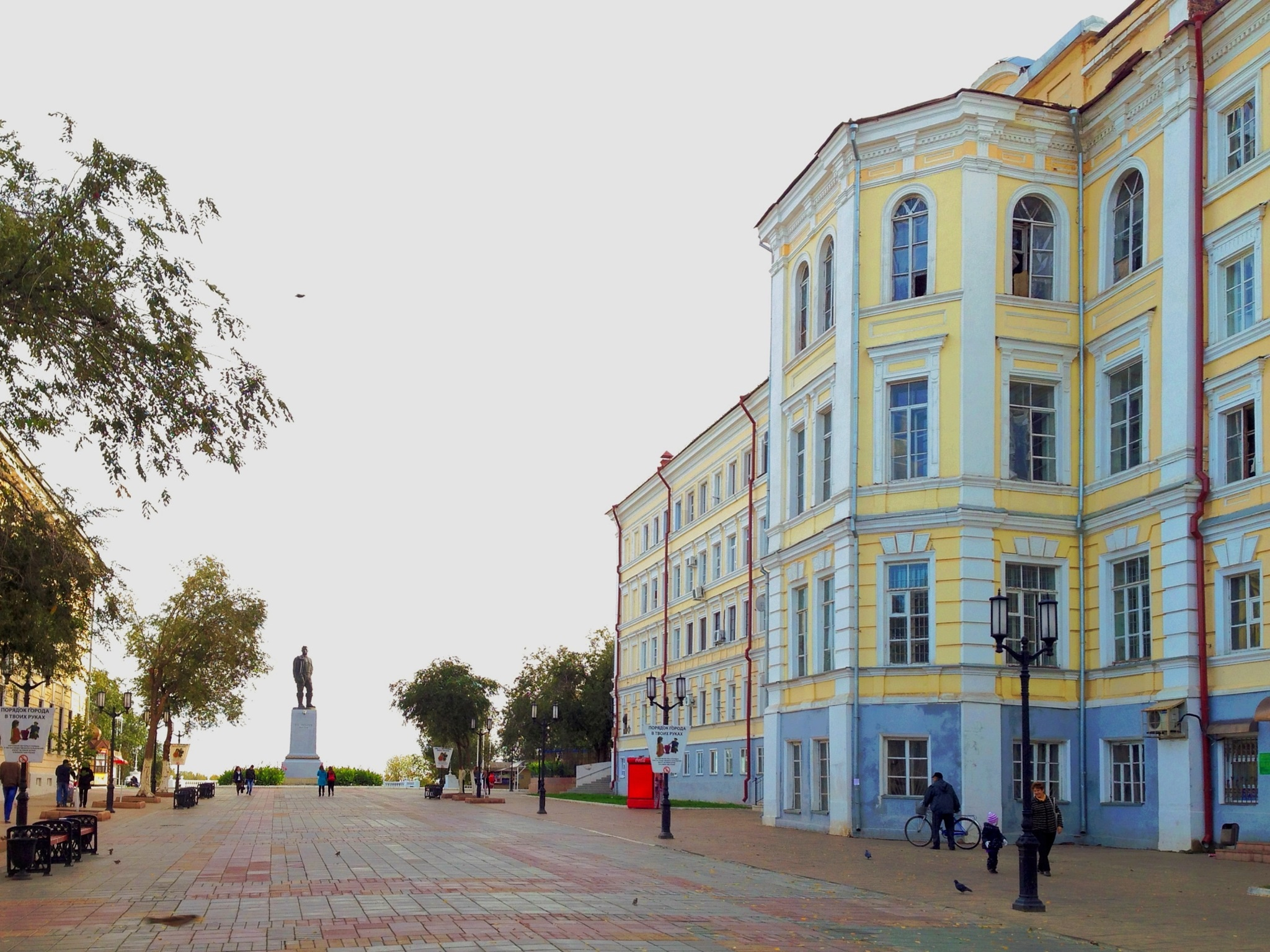
Авиационное училище

### Здания культуры
- Музей истории образования Оренбургской области.
- Оренбургская областная универсальная научная библиотека имени Н. К. Крупской.
- Мемориальный музей Тараса Шевченко.
- Оренбургский областной драматический театр имени М. Горького.
- Оренбургский губернаторский историко-краеведческий музей.
- Оренбургский государственный областной театр кукол.
- Оренбургский гарнизонный Дом офицеров.
- Оренбургский государственный татарский драматический театр имени Мирхайдара Файзи.
- Оренбургский областной Дворец творчества детей и молодежи имени В. П. Поляничко.

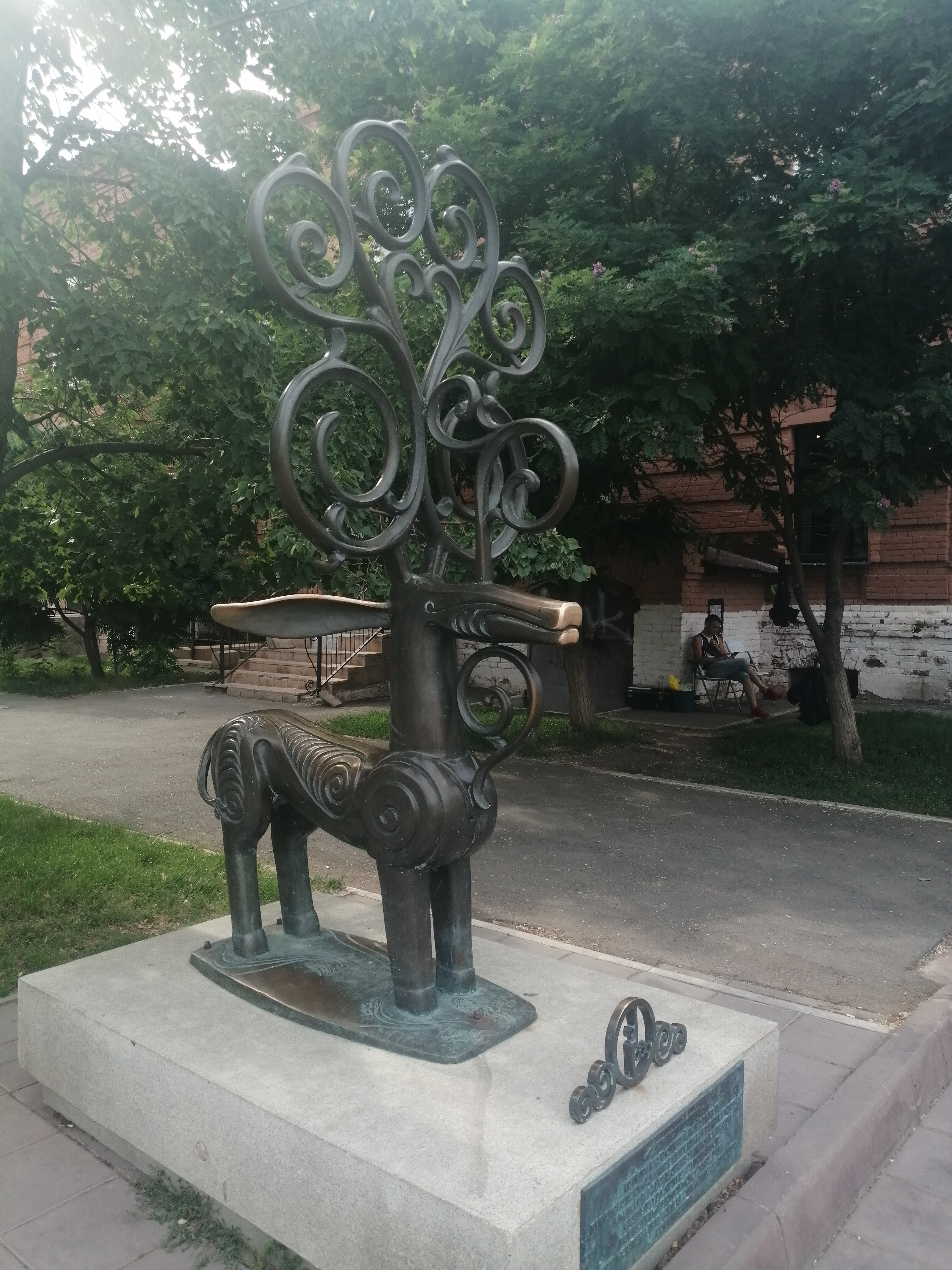
Памятник Сарматскому оленю.

### Памятники истории и архитектуры:[3][4]
- № 1 — Здание Оренбургского высшего авиационного училища, в котором в 1955—1957 гг. учился первый в мире лётчик-космонавт Ю. А. Гагарин (прогимназия военная, «Кадетский корпус»). Дата постройки: 1871-1874 гг.
- № 2 — Дом, в котором в 1920-1924 гг. находился Киргизский Центральный Исполнительный Комитет – первое правительство Казахской ССР. Дата постройки: 1840г.
- № 3 — Здание Оренбургского ордонанс-гауза, где в 1828 году находились под арестом члены тайного кружка «Оренбургские декабристы» и в 1847 году — был в заключении украинский поэт Т. Г. Шевченко.
- № 4 — Дом, в котором в 1753—1767 гг. жил исследователь Оренбургского края П. И. Рычков. Дата постройки: 1753 г.

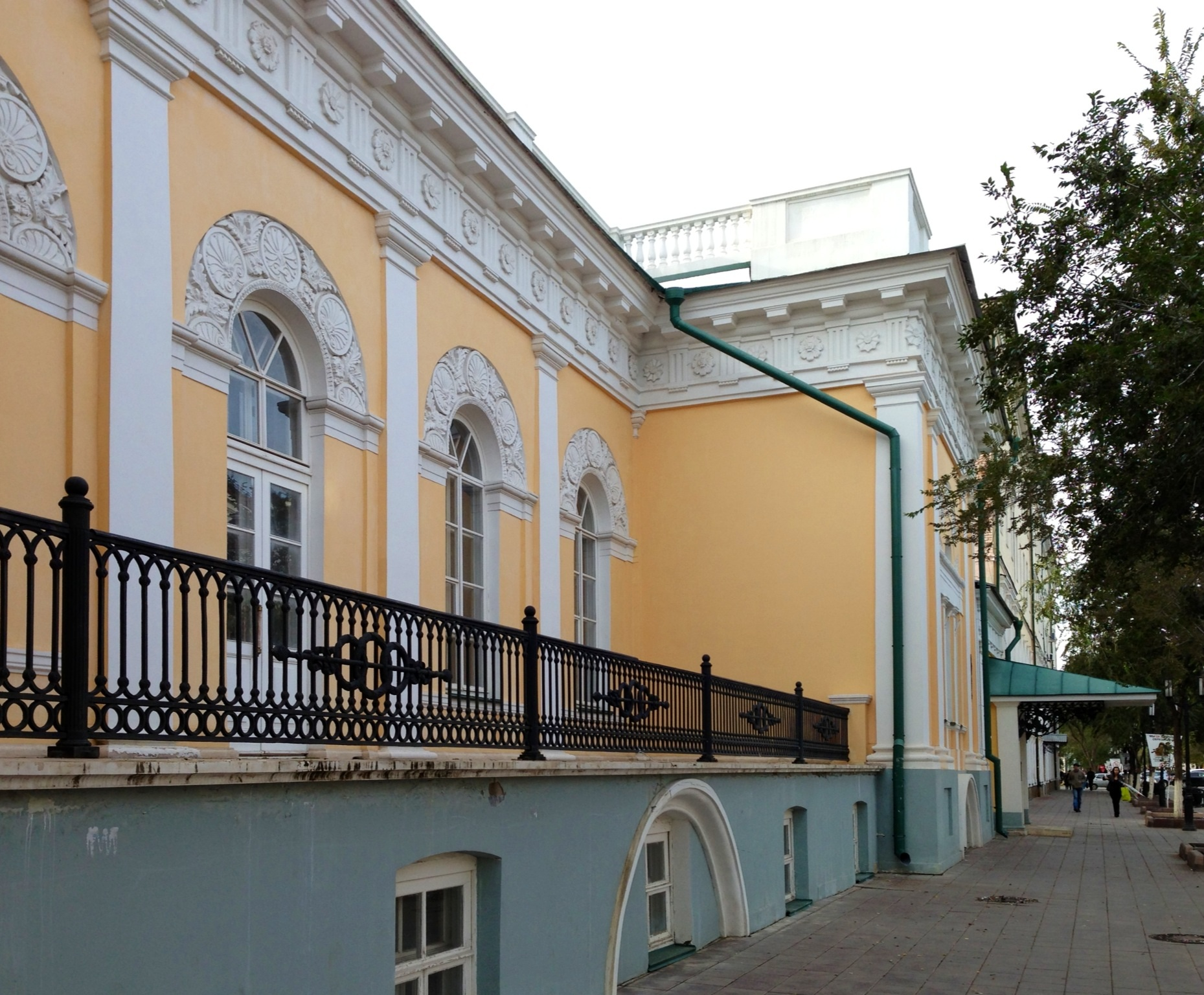
Здание Общественного собрания

- № 4-4а — Казенная аптека. Службы. Сер.ХIХ. Классицизм.
- № 5 — Управление коменданта 1840 г. Классицизм.
- № 7 — Комиссия пограничная (школа киргизская). Школа, в которой учился казахский педагог-просветитель Ибрай Алтынсарин.
- № 9 — Комиссия пограничная. Нач. XIX в.
- № 10 — Дом жилой, в котором родился А. И. Берг. Cередина XIX в.
- № 12 — Училище 1-е Высшее Начальное. Эклектика. Начало XIX века.
- № 14 — Дом жилой. 1936 г.
- № 15 — Дом А. А. Тимашева. Конец XIX в. Кирпичный стиль
- № 16 — Управление полицейское. 1-я пол. XIX в. Классицизм.
- № 17 — Здание Общественного собрания (Дворянское собрание). XIX в.

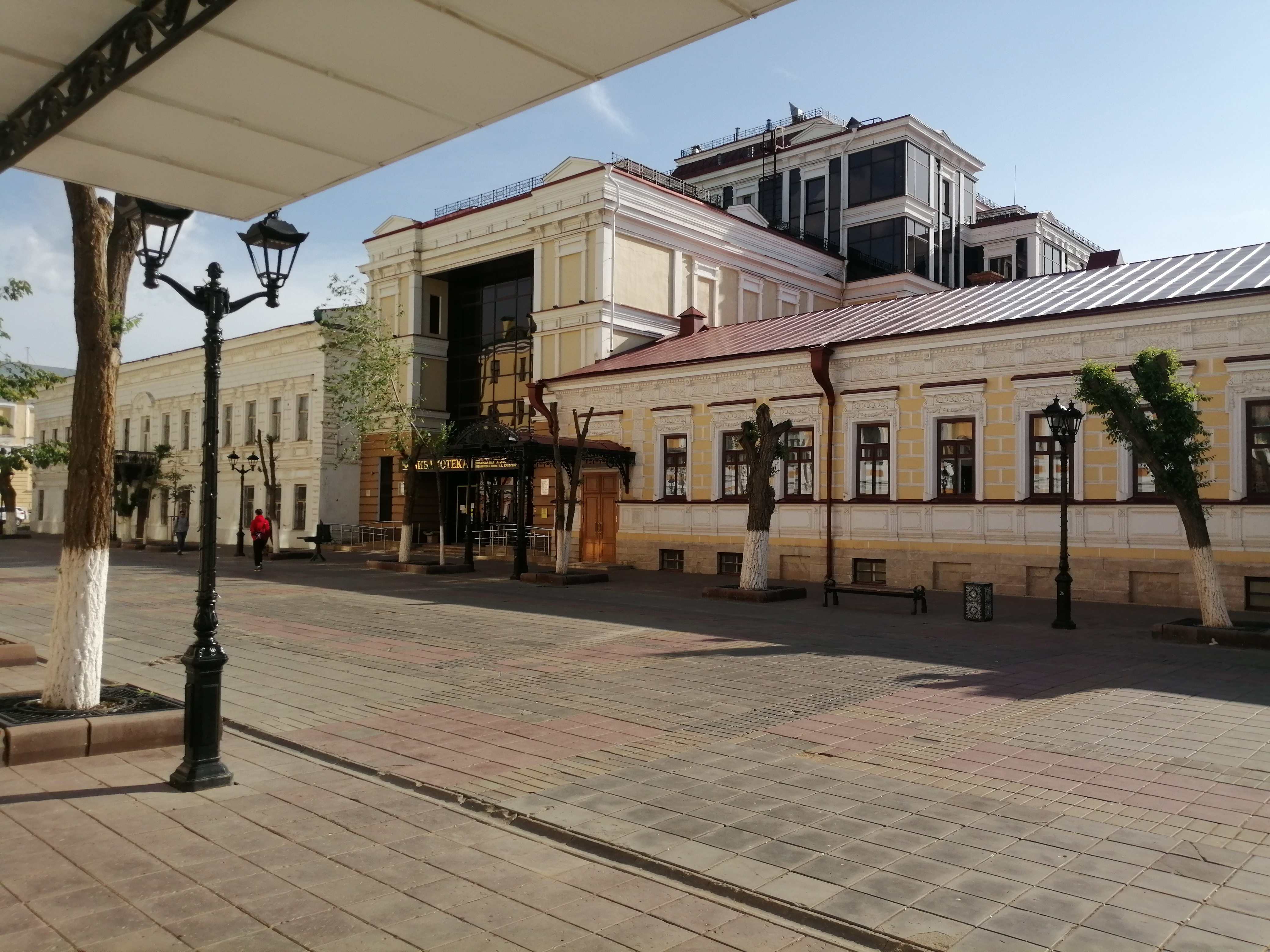
Библиотека им. Крупской

- № 18 — Пансион гражданской гимназии. 3-я четверть XIX в.
- № 19 — Гимназия мужская. Оренбургский государственный педагогический университет. 1868-1869 гг., 1904 г., 1938 г.
- № 20 — Городская усадьба В. В. Чистозвонова.
- № 20е — Усадьба городская Е.И. Иванова. Дом с лавками.
- № 23 — Гостиный двор Оренбургской крепости. 1750-1754 гг.,  1877-1898 гг., нач.XX в.
- № 24 — Штаб инженерный и генеральный. Физико-математический лицей. Мемориальный музей-гауптвахта Тараса Шевченко.
- № 26 — Манеж (драматический театр).
- № 27 — Дом доходный Н.Ф. Мальнева.
- Фундаменты церкви во имя святых Петра и Павла. 1760 г.,1809 г. сквер им. Полины Осипенко
- № 28 — Здание Контрольной палаты (усадьба А. И. Еникуцева). 1839 г.

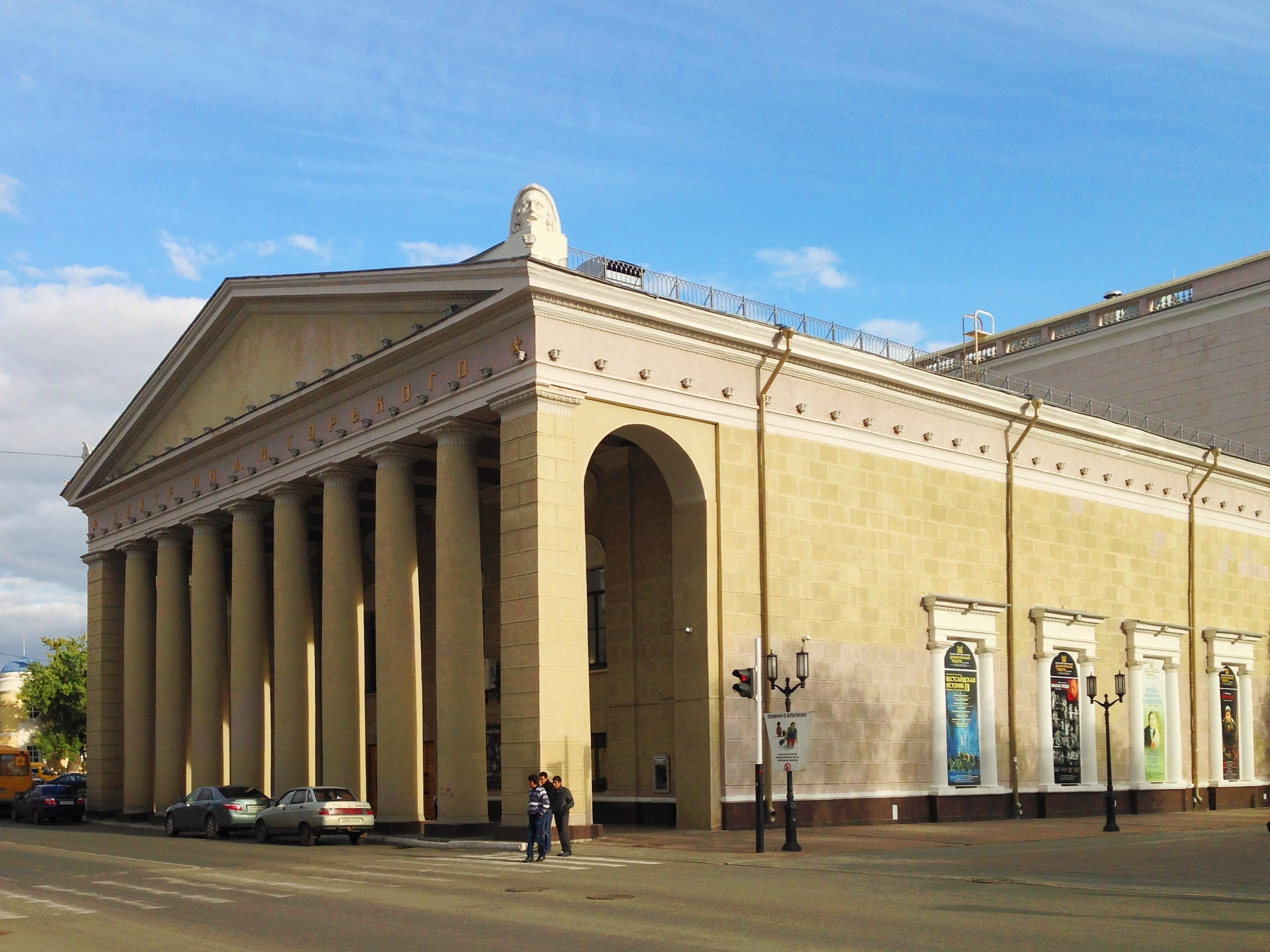
Драмтеатр

- № 32 — Дом Тимашевых (здесь бывали А. С. Пушкин, В. А. Жуковский, В. И. Даль, А. Алябьев, А. К. Толстой, А. М. Жемчужников, А. Н. Плещеев и другие видные деятели русской культуры). 1770 г.
- № 34 — Усадьба И. Г. Скворцова. 1860-е – 1880-е гг.
- № 36 — Дом торговый П. и Ф. Панкратовых.
- № 38 — Городская усадьба Н.В. Путоловой. Дом жилой. 1870-е гг.
- № 43 — Учреждение. 1940-е гг. Советский классицизм.
- № 45 — Общество потребителей. Начало XX в.
- № 46 — Усадьба купца А.С. Шошина. Дом с магазинами. 1906-1907 гг. Кирпичный стиль.
- № 47 — Дом торговый. Модерн. Второе десятилетие XX века.

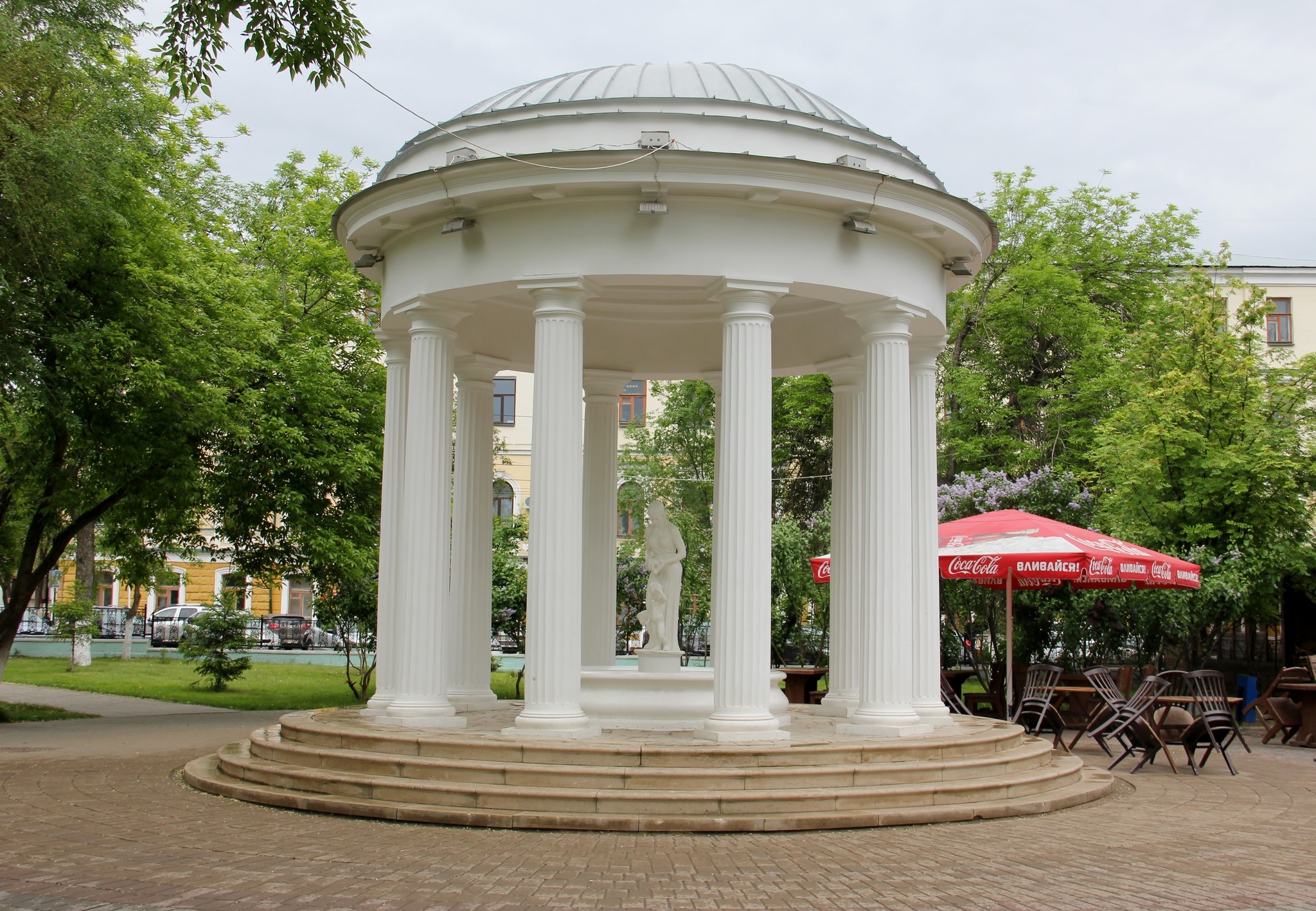
Ротонда в сквере Ленина

- № 48 — Дом купца В. Трошина. Здание, где выступал перед командным составом Южно-Уральского военного округа Маршал Советского Союза К. Е. Ворошилов. Дом офицеров.
- № 48 — Военное собрание. 2 пол. XIX века.
- № 50 — Управление инженерной дистанции.1879-1882 годы. Псевдоготика. 1879-1882 годы.
- № 52 — Дом купца В.Н. Ладыгина. 1860-1880-е годы; второе десятилетие XX века.
- № 54 — Банк Государственный. Третья четверть XIX в. Эклектика.
- № 54 — Дом А.И. Савинича.
- № 57 — Дом жилой П.Ф. Носова. Начало XX в.

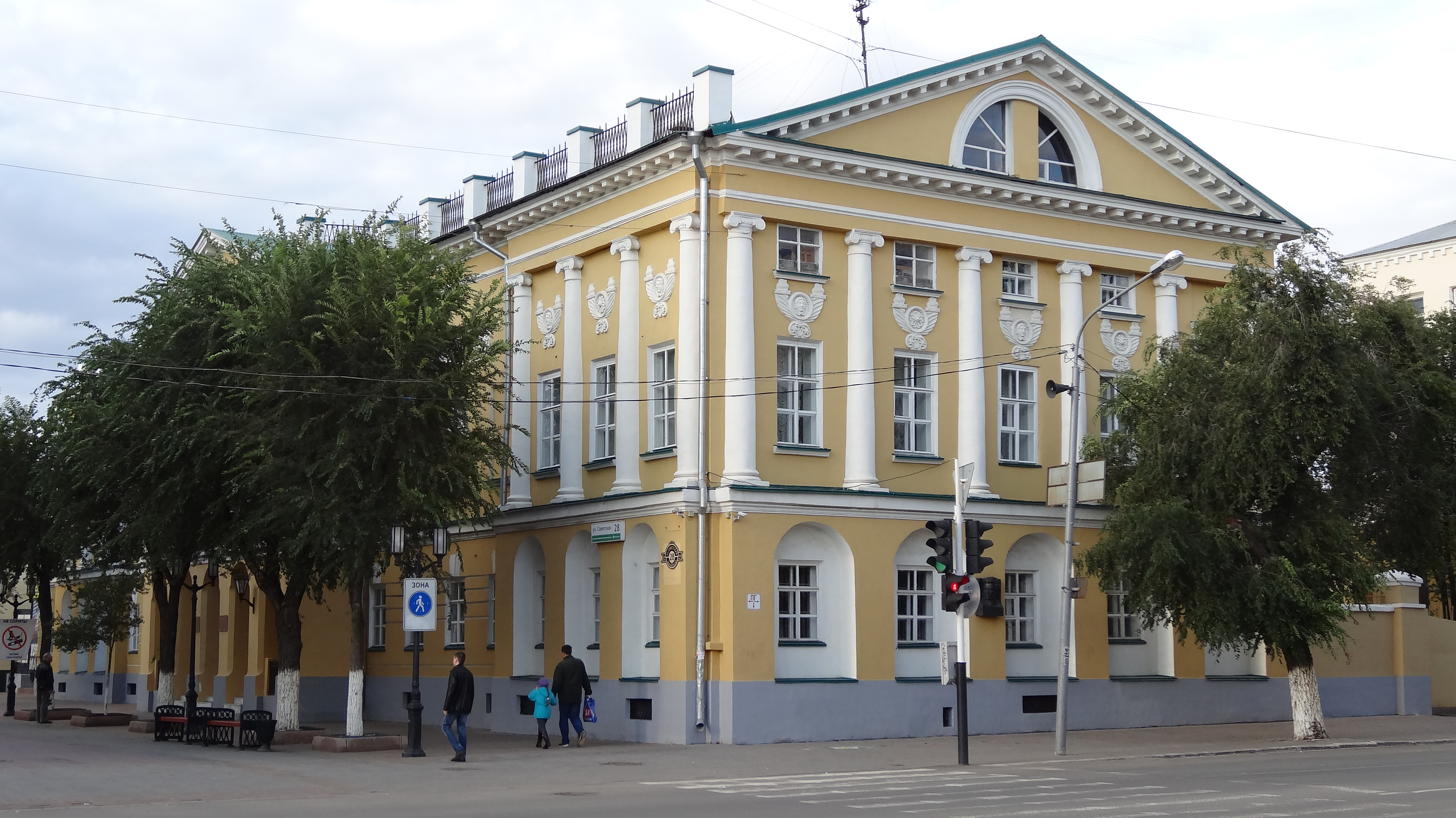
Усадьба Еникуцева

- № 60 — Общество взаимного страхования от огня. Администрация Оренбурга.
- № 77 — Дом жилой городской усадьбы. Нач.XX в. Модерн.
- № 111 — Училище 2-е Городское Владимирское. 1900 г. Кирпичный стиль.

### Памятники
- Памятник Валерию Чкалову. 1953 г.
- Бюсты учёных около медуниверситета.
- Памятник донорам.
- Памятник первой учительнице.

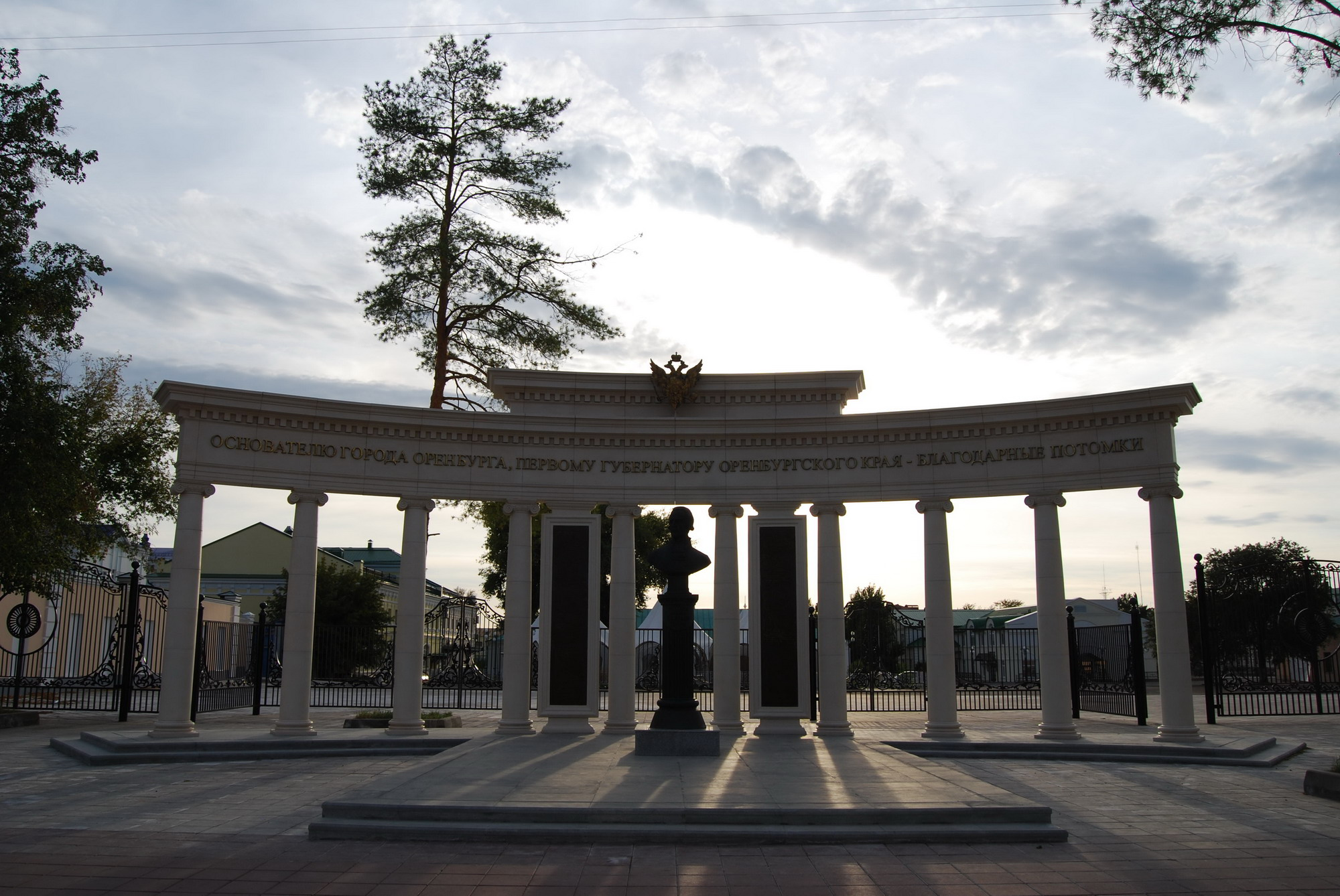
Памятник Неплюеву

- Летопись учительской славы Оренбуржья.
- Памятник Сарматскому оленю.
- Памятник Толковому словарю В. И. Даля.
- Памятник бездомным животным.
- Беседка-ротонда. Сквер Ленина. 1 пол. XIX в.
- Памятник Ленину. Сквер Ленина. 1925 г.
- Памятник первому губернатору Ивану Неплюеву.
- Памятник Александру Пушкину и Владмиру Далю. 1998 г.
- Стела, установленная в честь основания города Оренбурга. 1967 г.

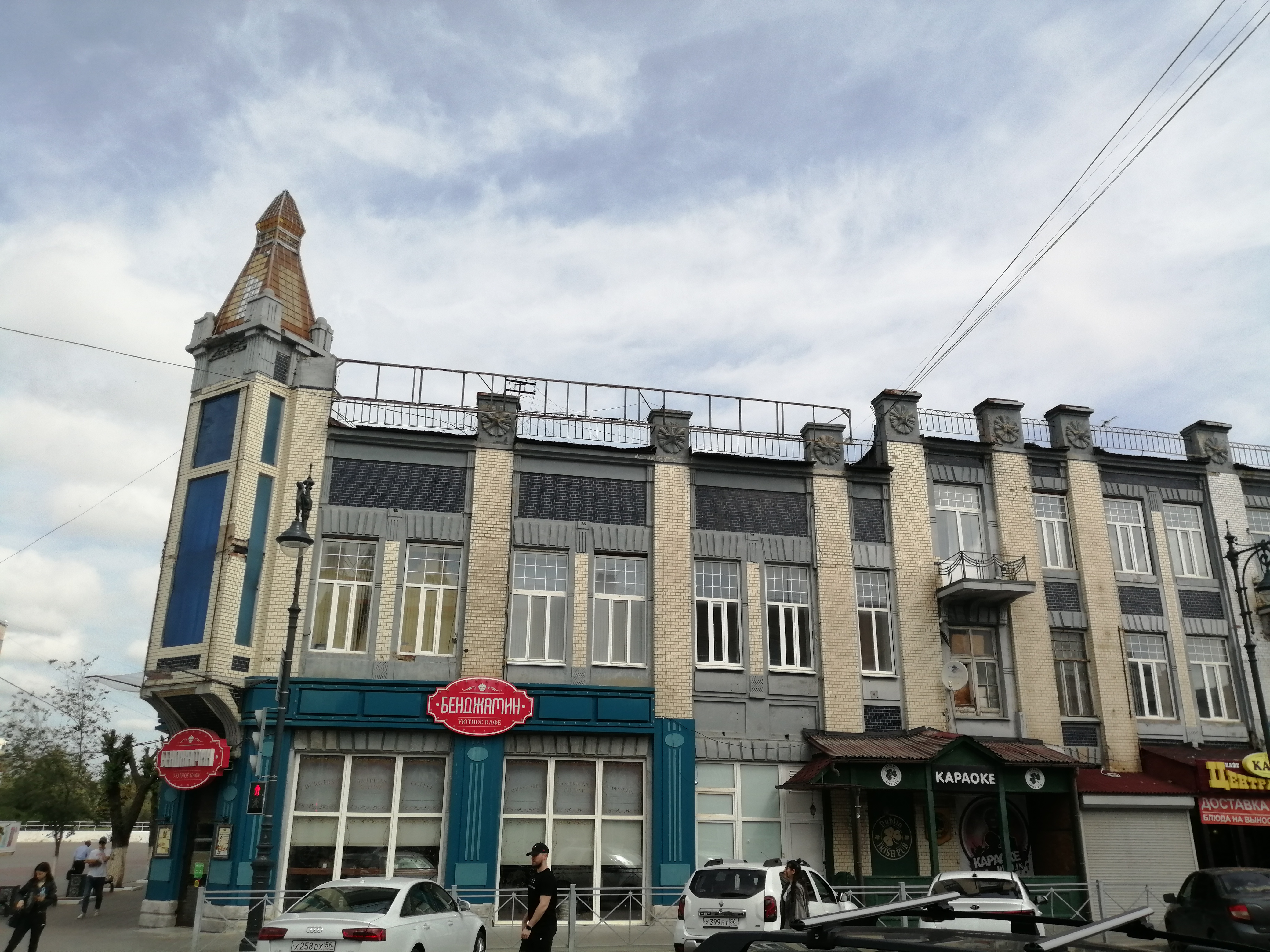
Дом купца В. Трошина.

### Парки
- Сквер Ленина.
- Сквер имени Полины Осипенко.
- Сквер у Дома Советов.

### Учебные заведения
Лицеи:
- Губернаторский многопрофильный лицей-интернат для одаренных детей Оренбуржья.
- Физико-математический лицей.

 Высшие учебные заведения 
- Оренбургский государственный медицинский университет.
- Оренбургский государственный педагогический университет.
- Оренбургский государственный институт искусств имени Л. и М. Ростроповичей.

## Галерея

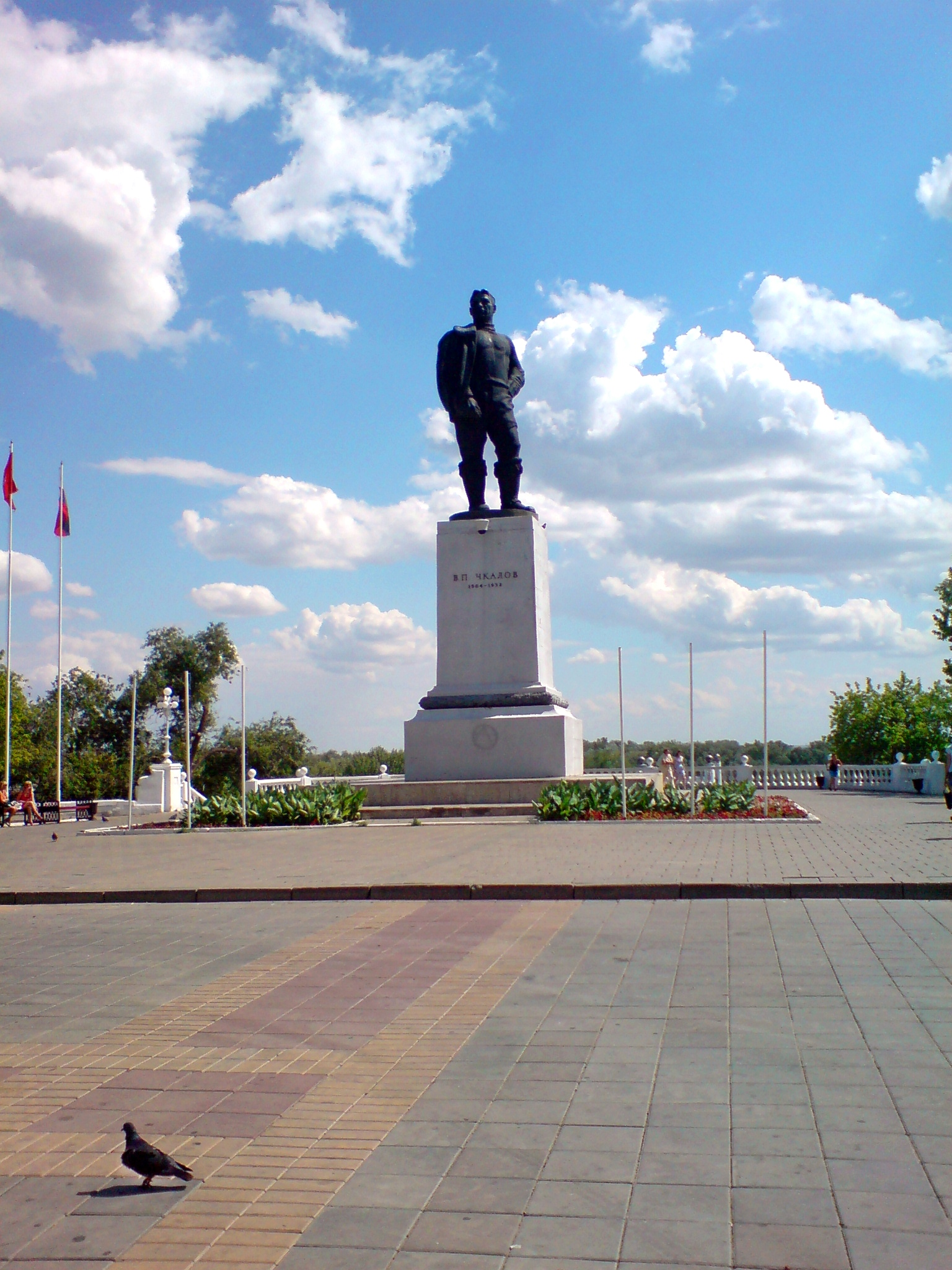
Памятник Чкалову
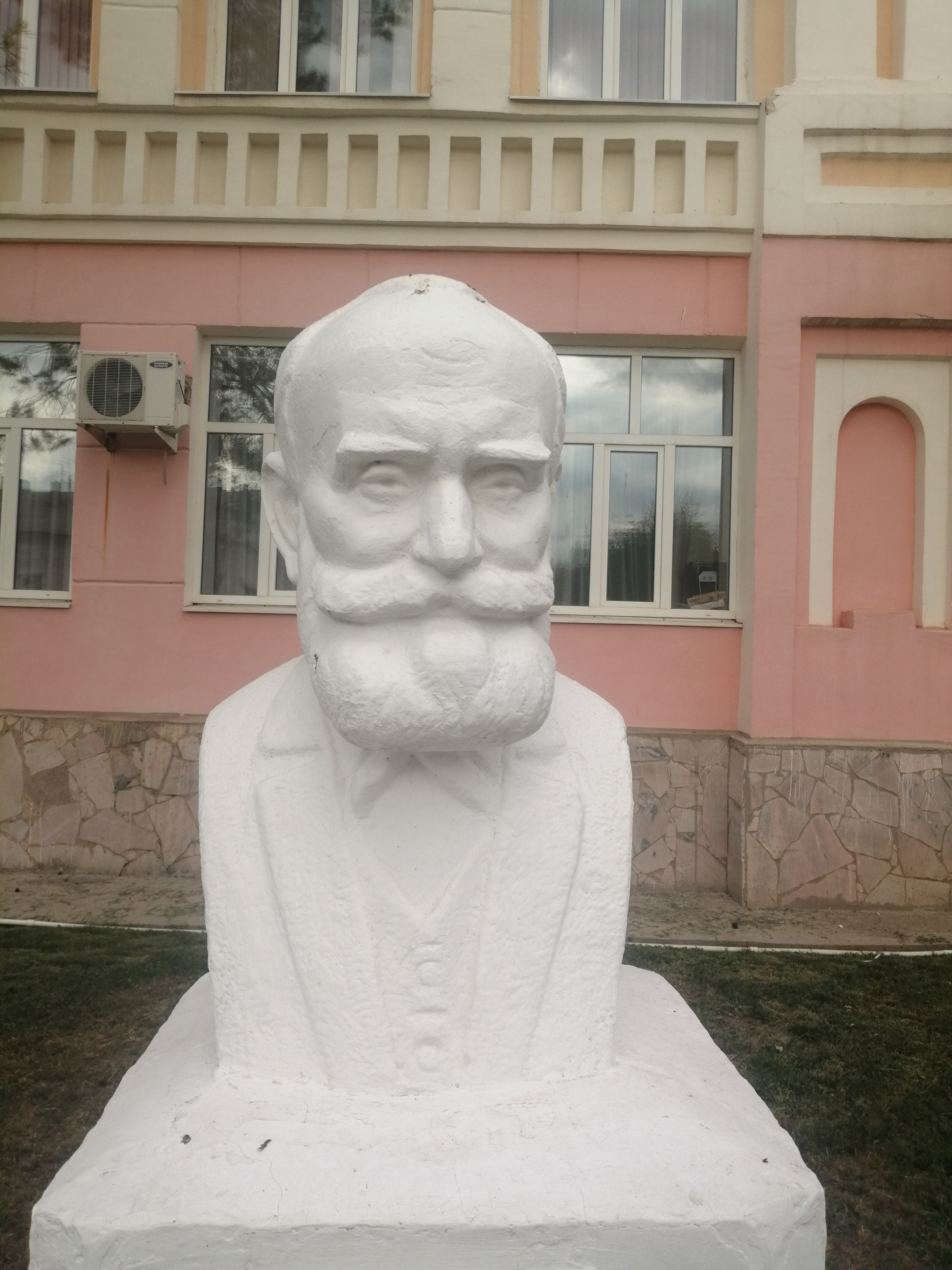
Бюст Павлова
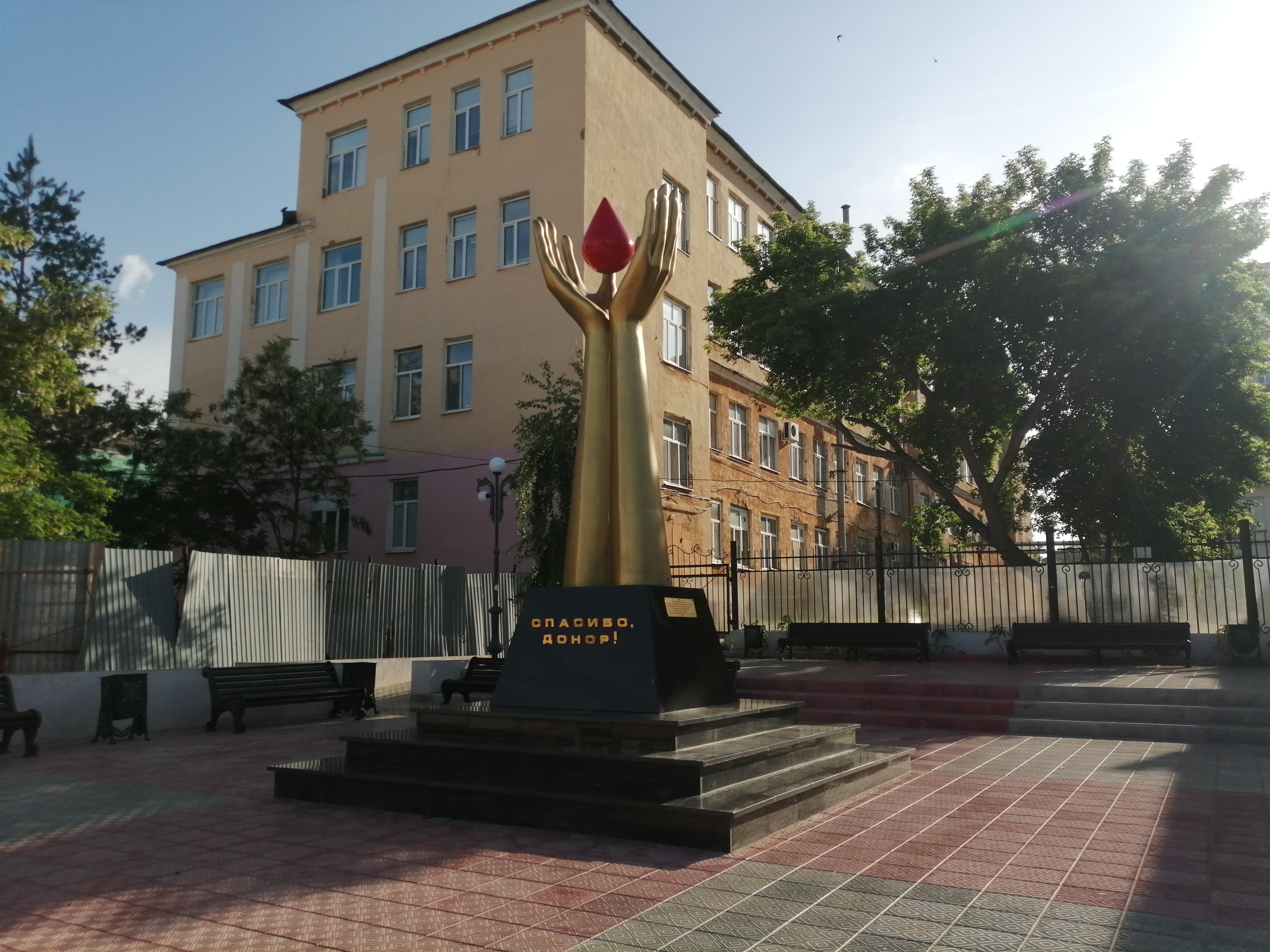
Памятник донорам
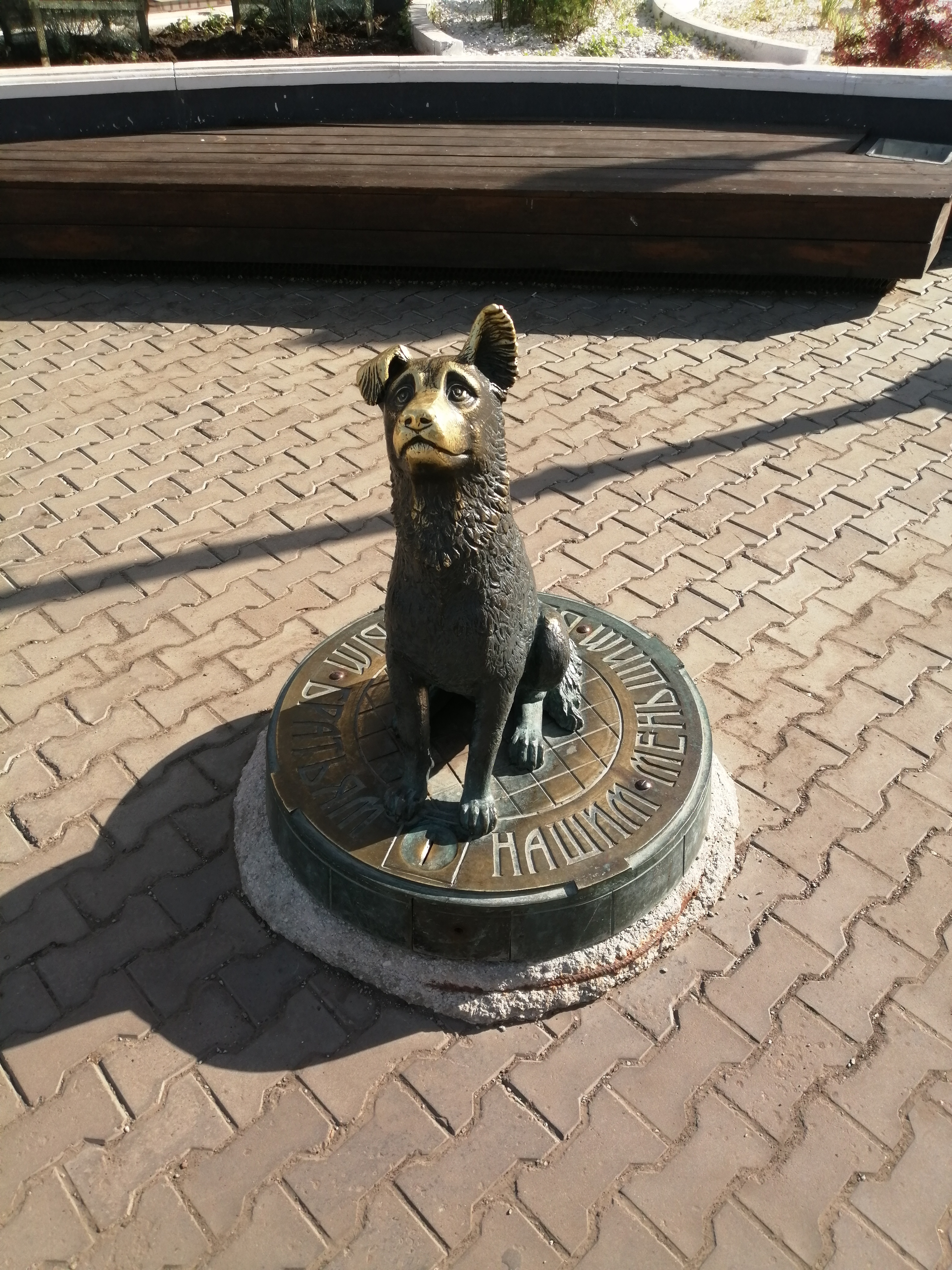
Памятник братьям нашим меньшим
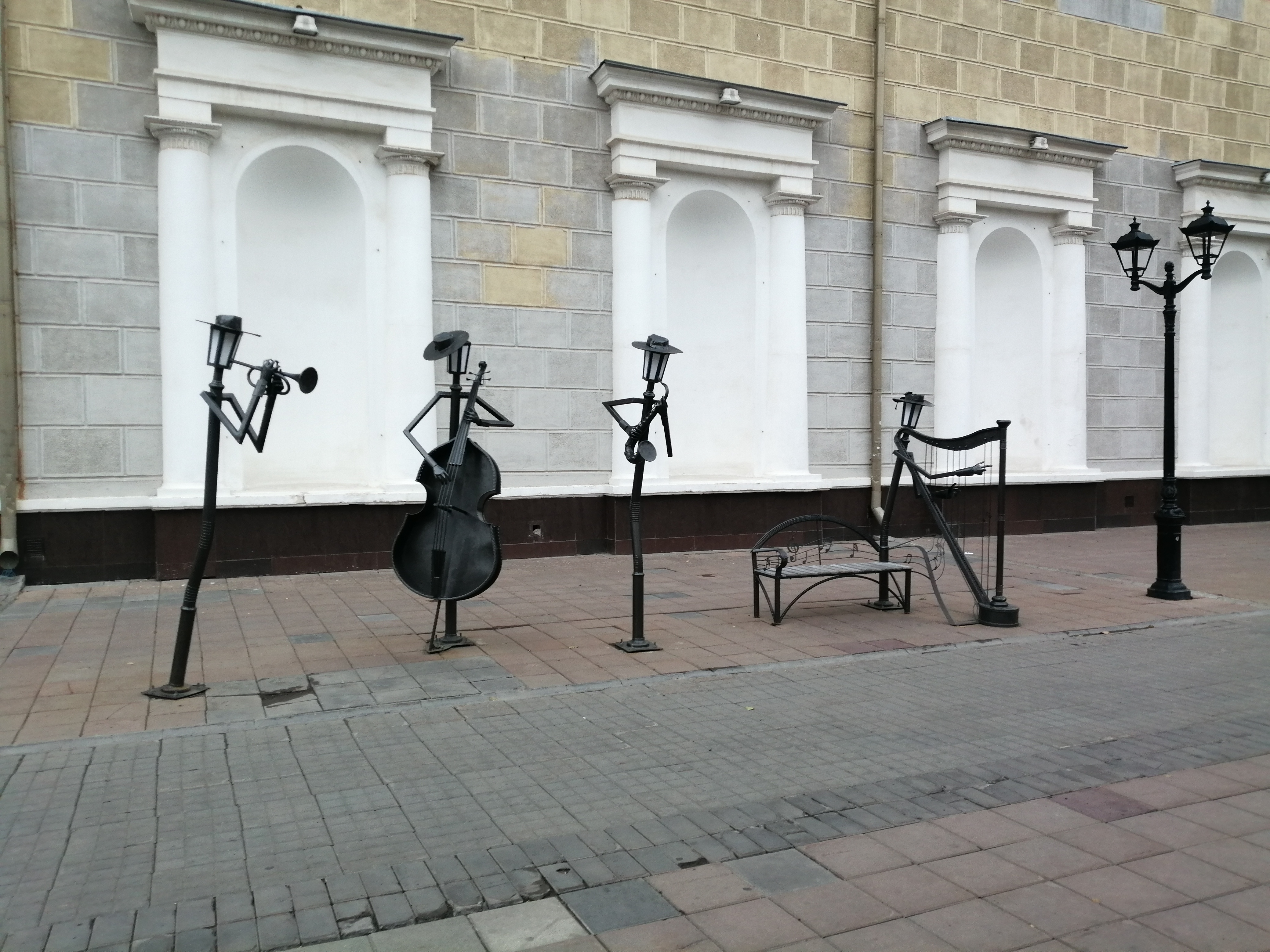
Фонари музыканты
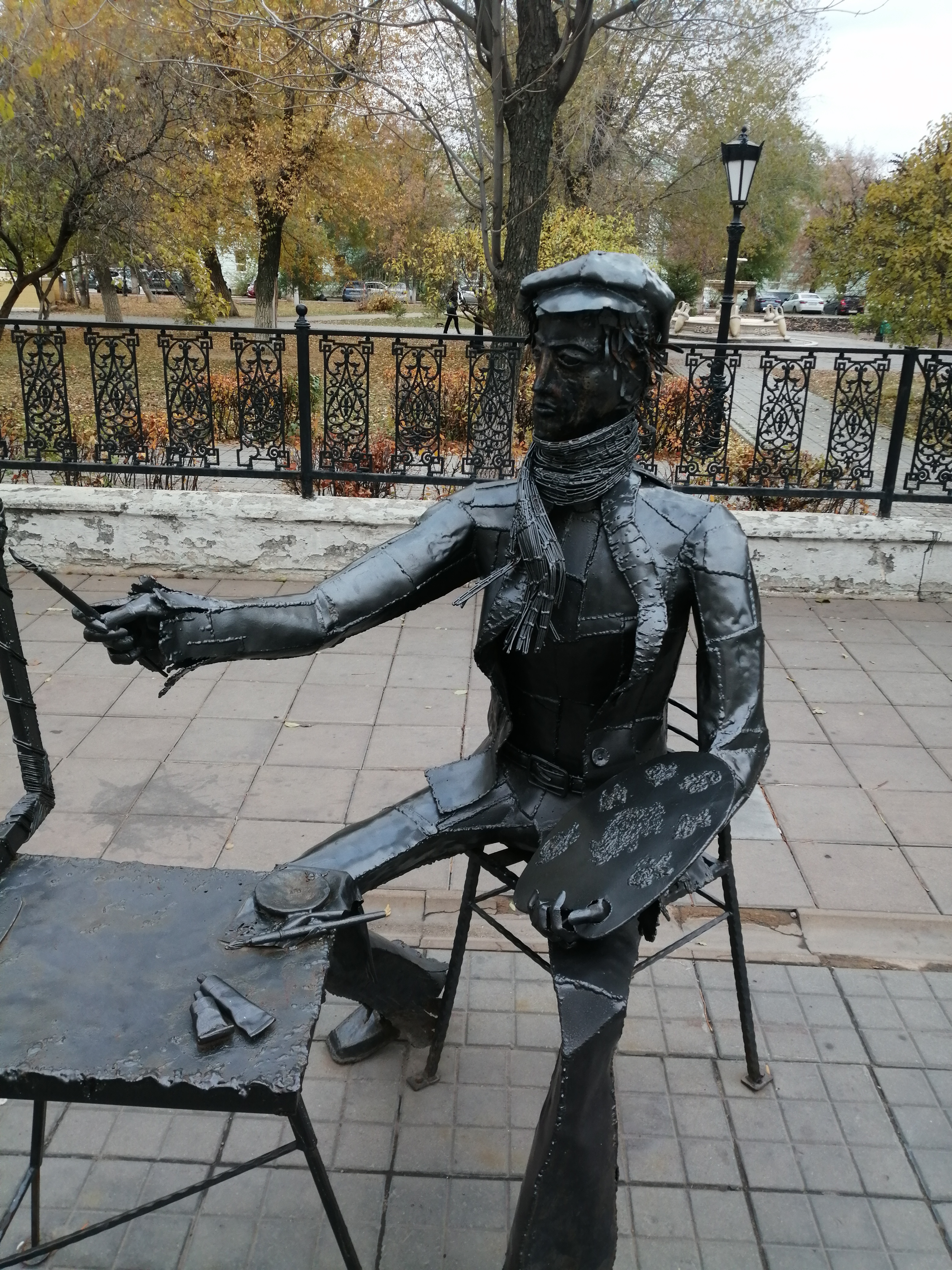
Скульптура Художник
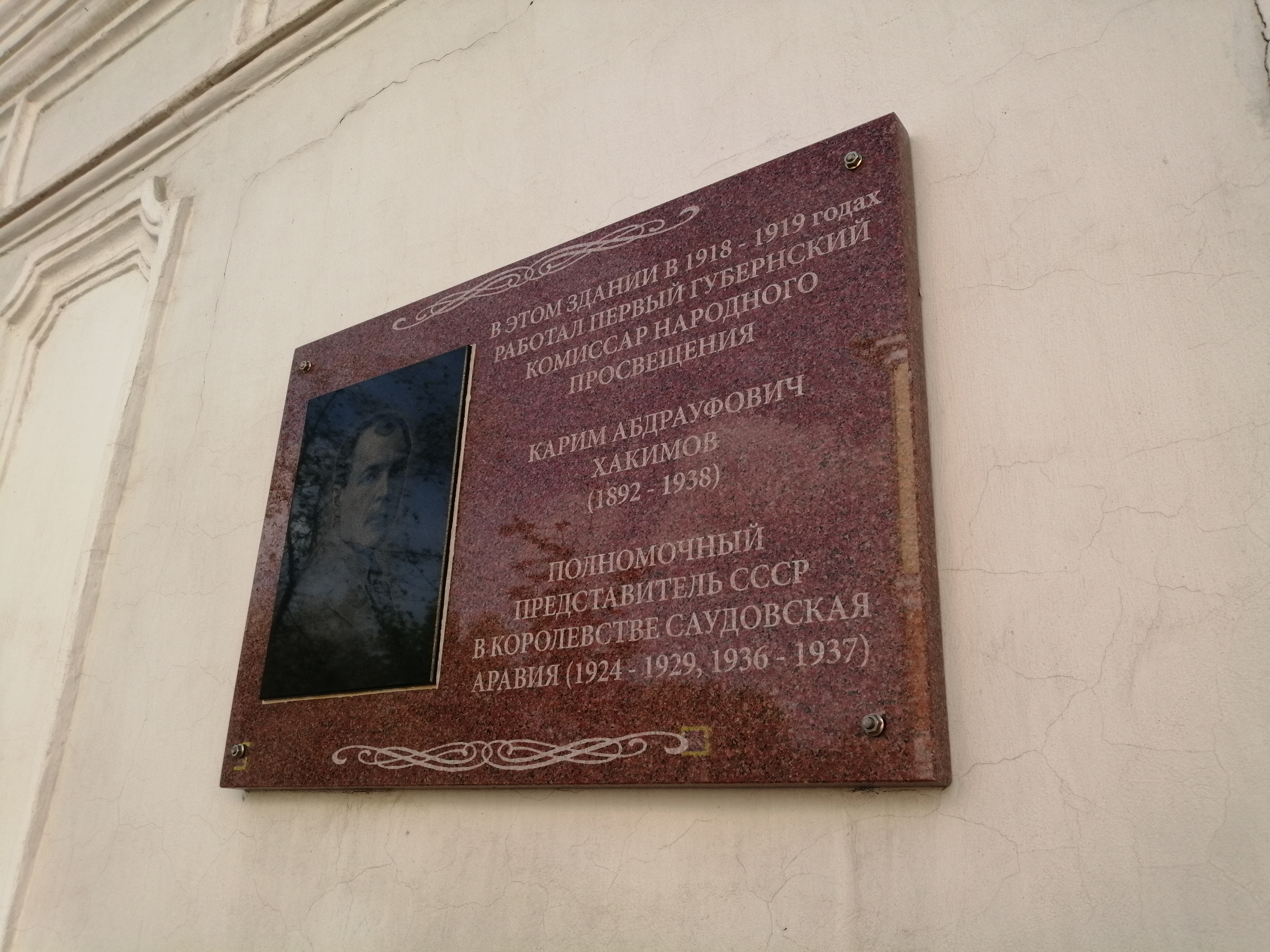
Мемориальная доска. Советская 20
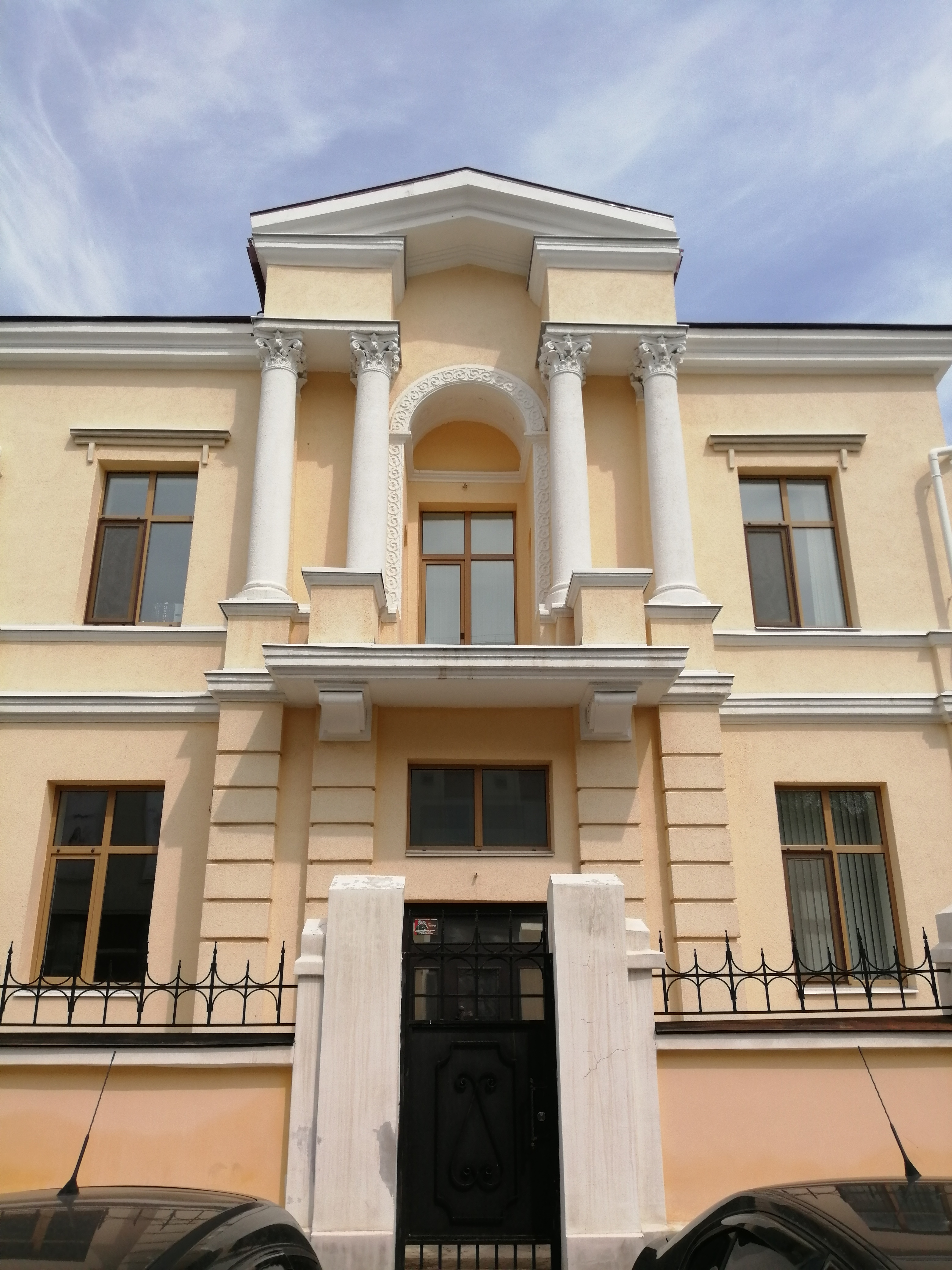
Оренбургская епархия, Советская 43
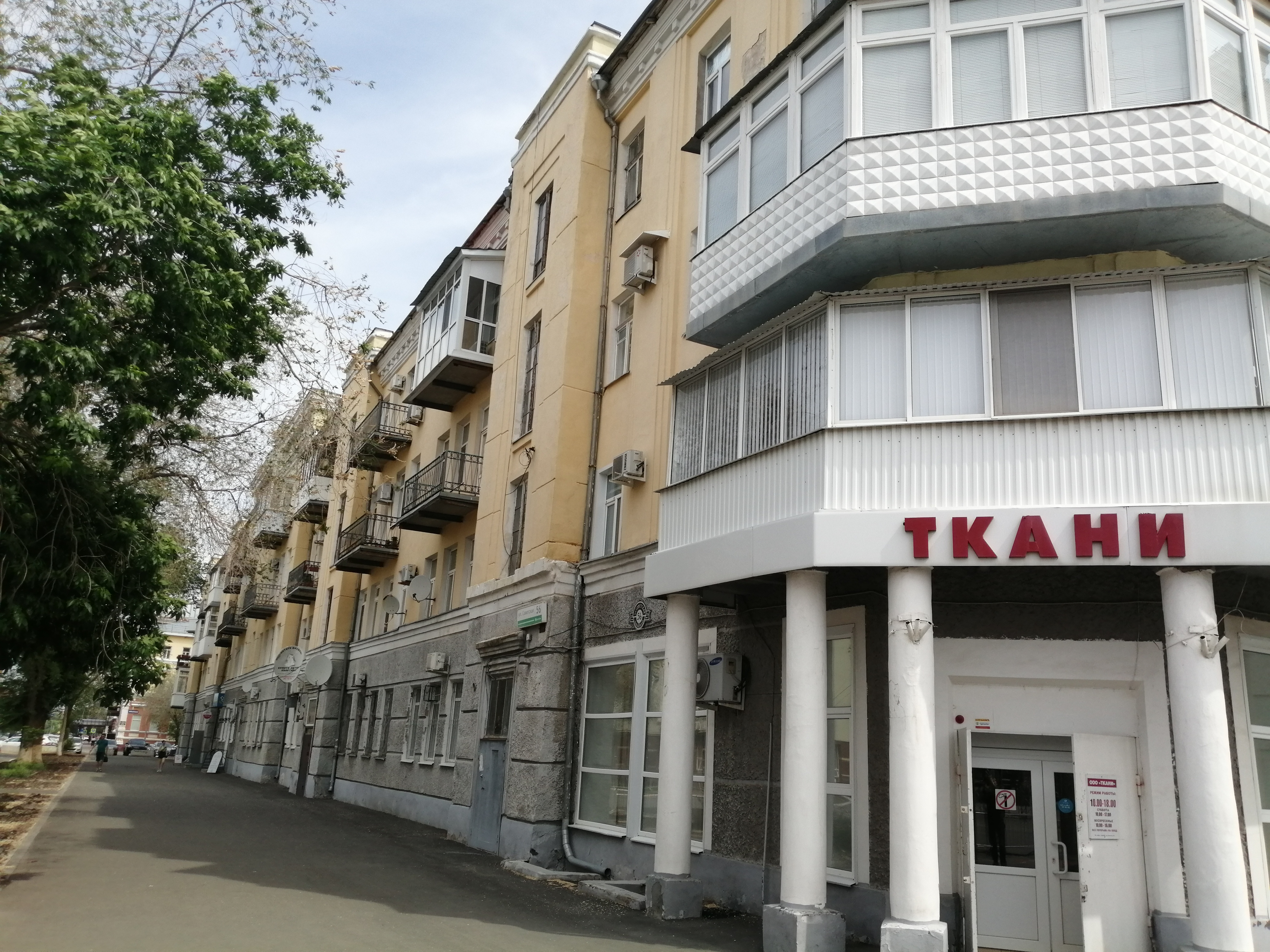
Магазин Ткани, Советская 56
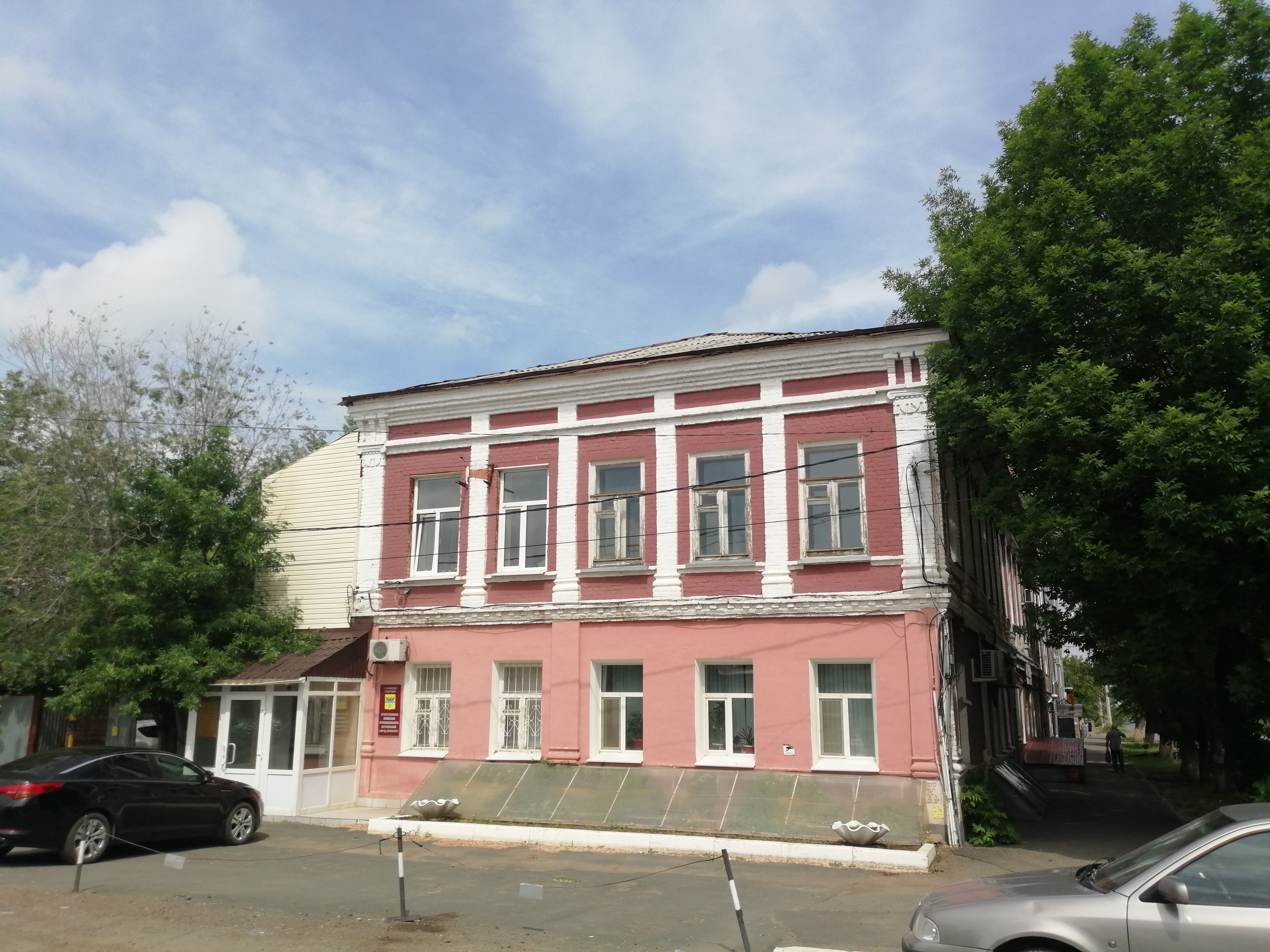
Советская 57
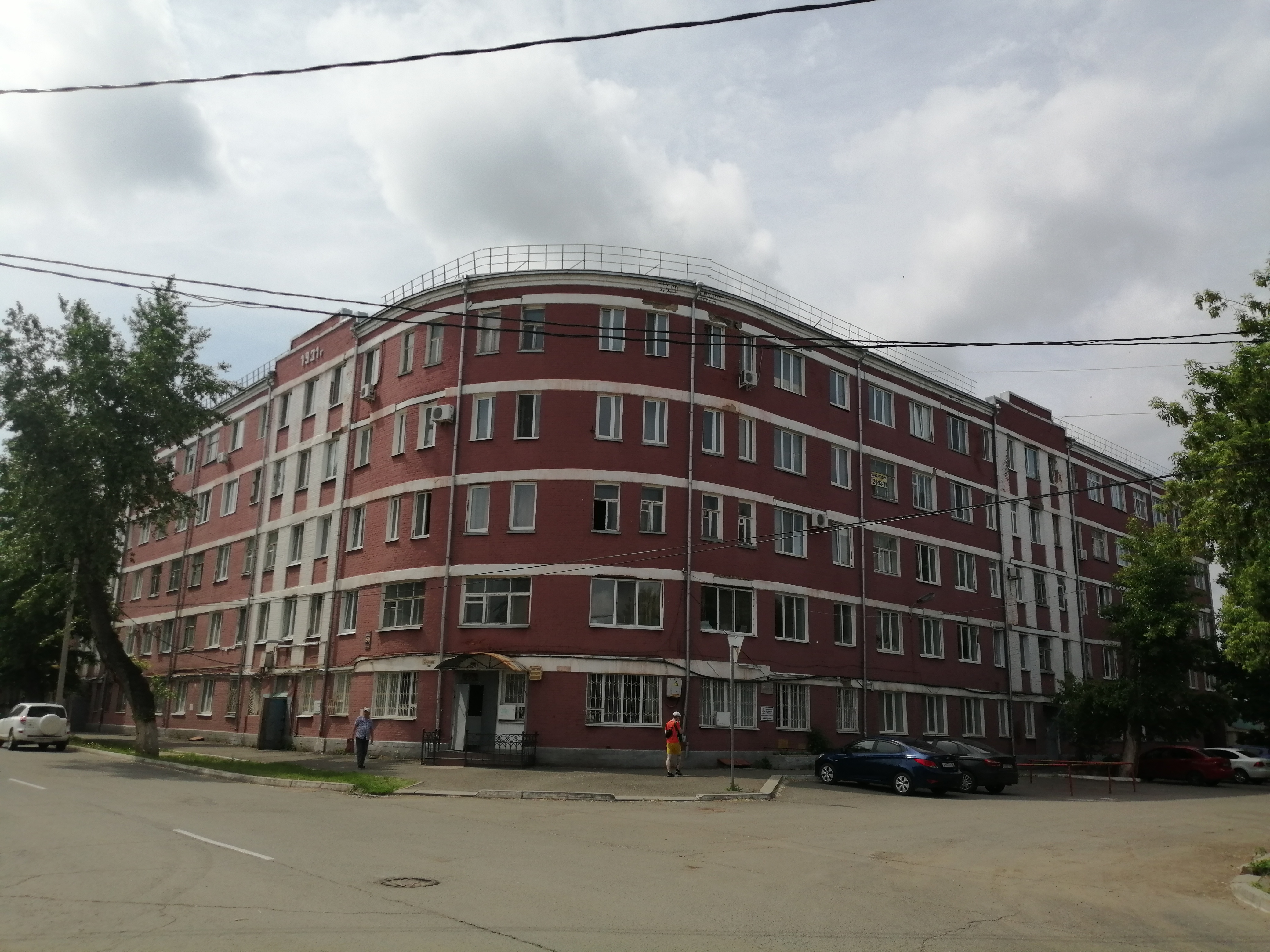
Советская 59
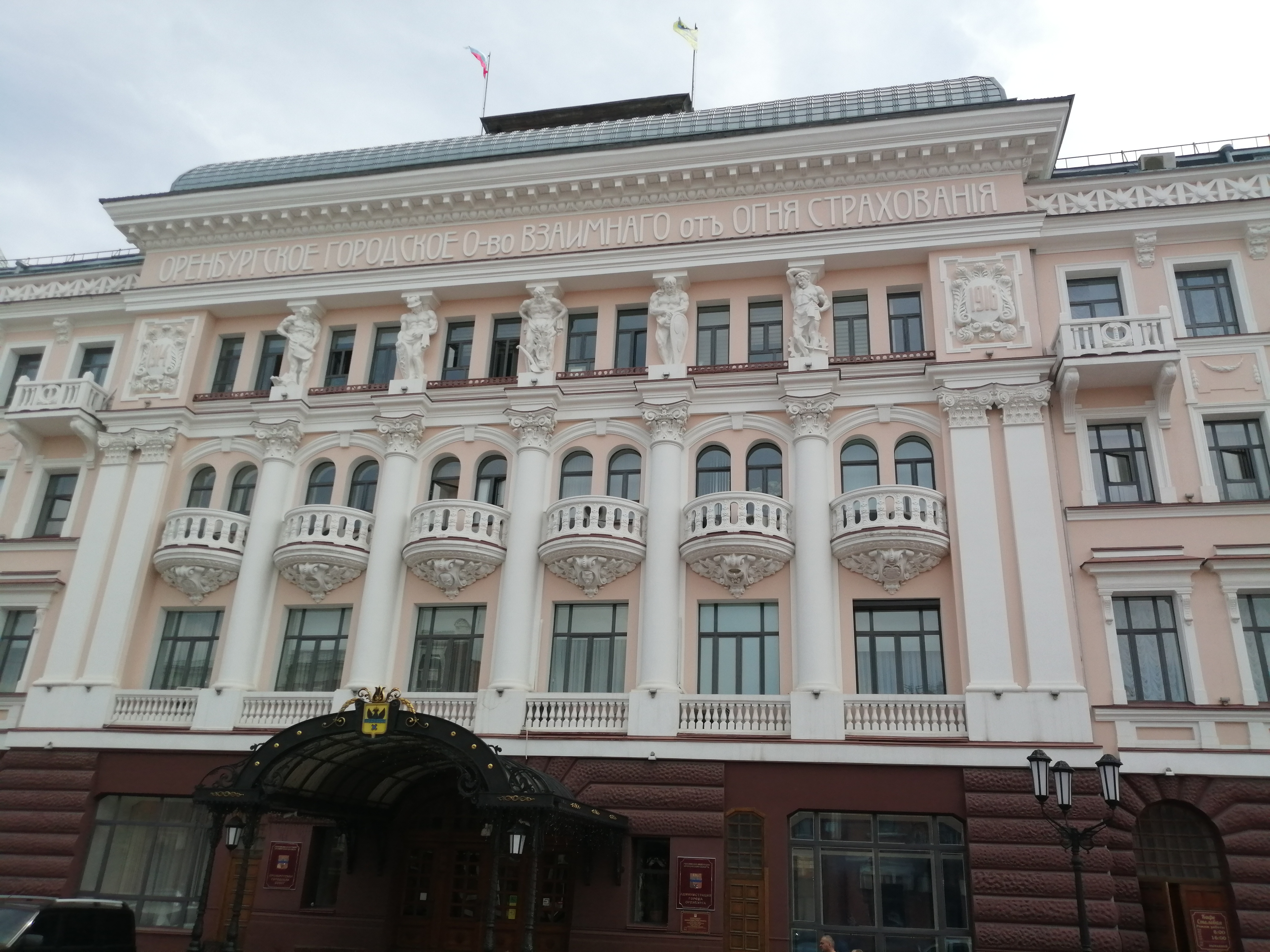
Общество взаимного страхования, Советская 60
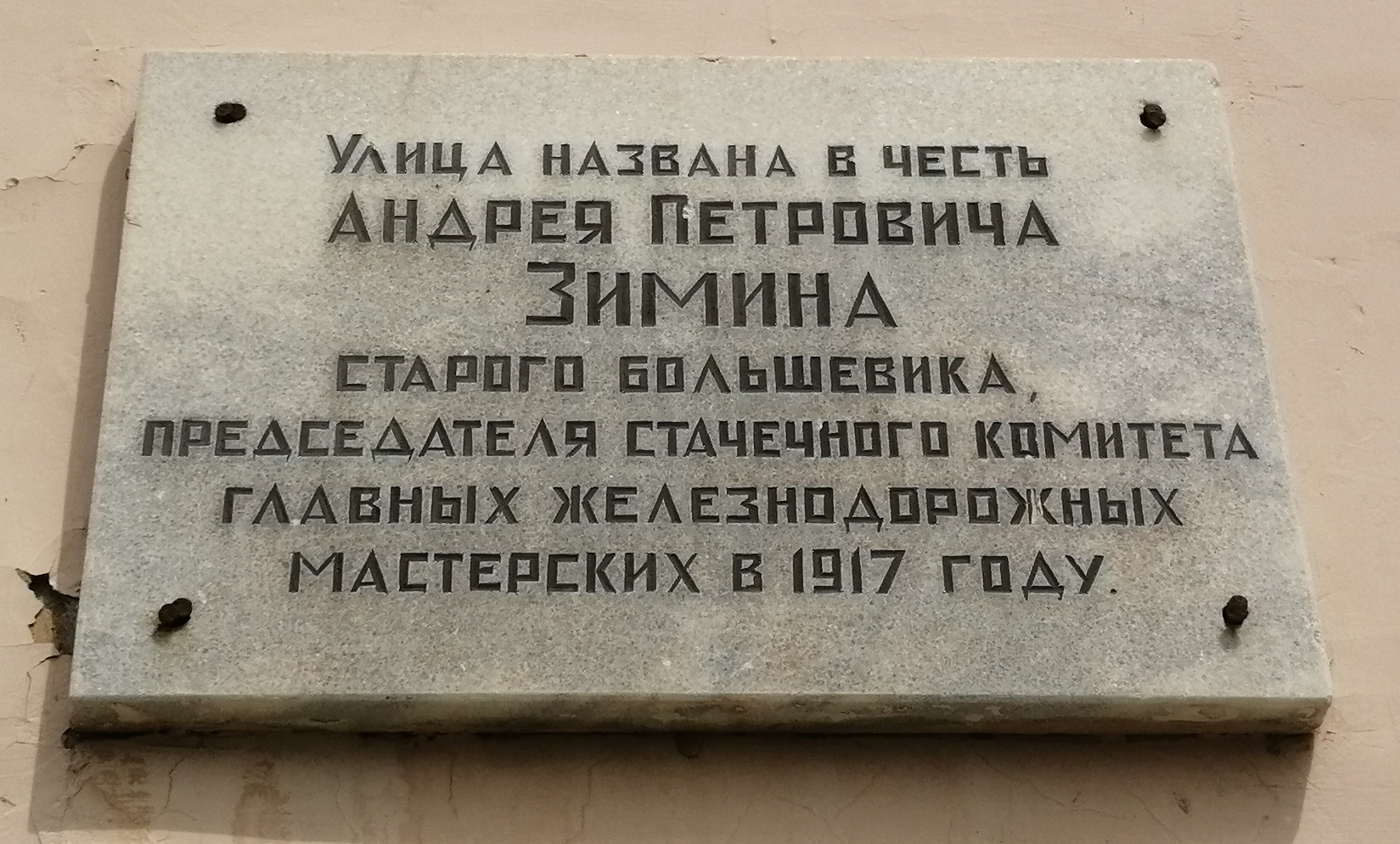
Мемориальная доска Улица Зимина
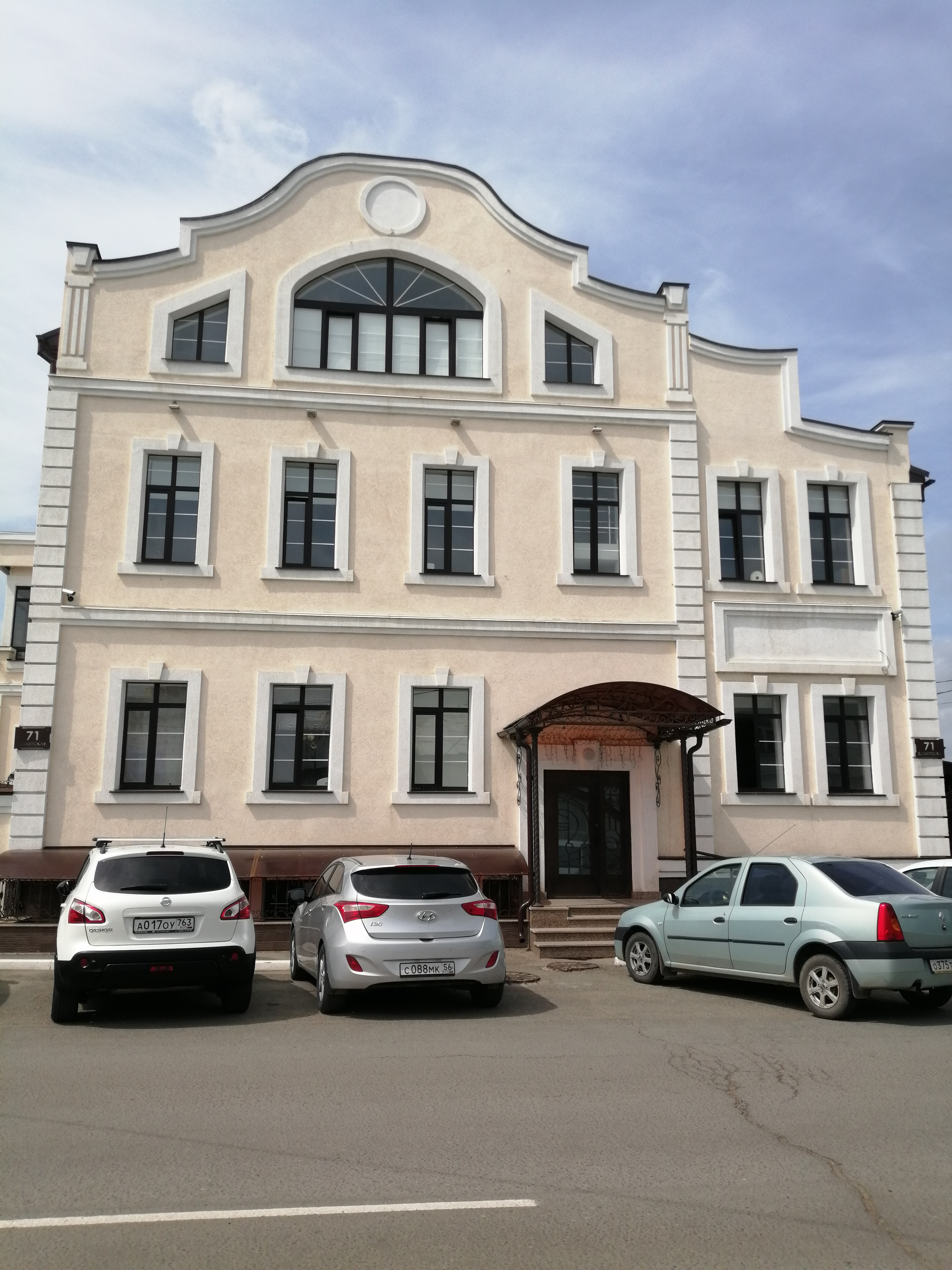
Советская 71
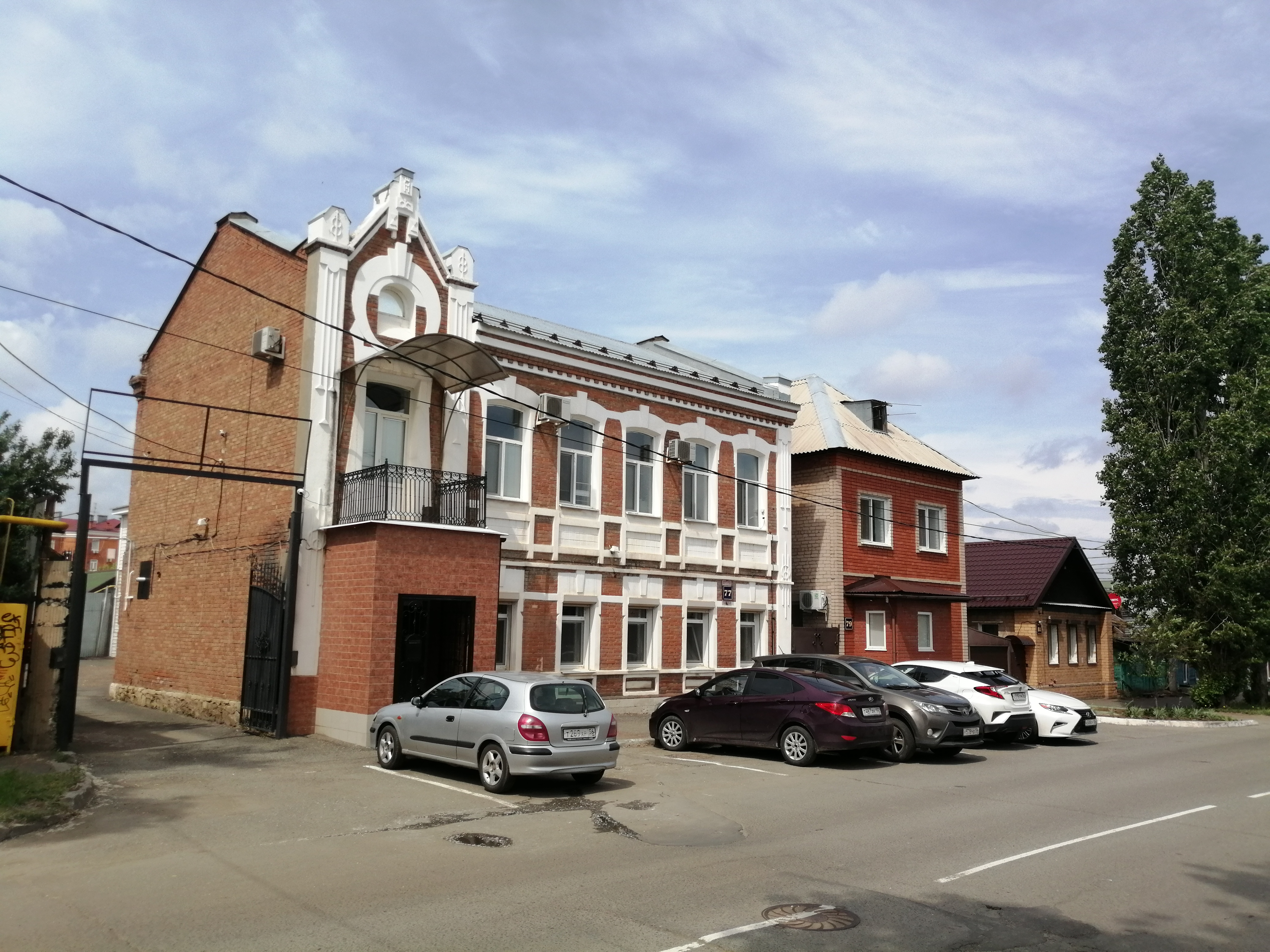
Дом жилой городской усадьбы. Советская 77
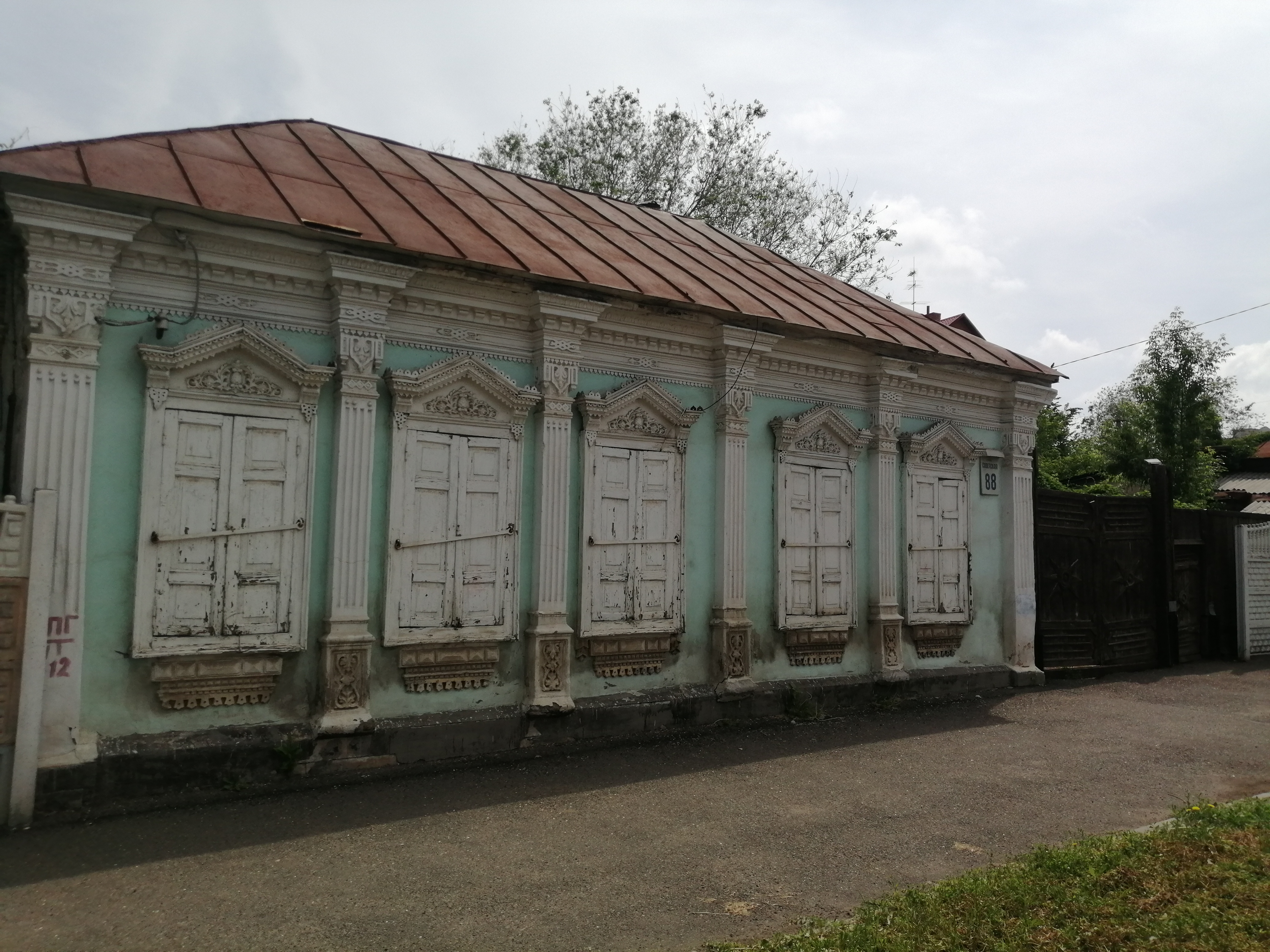
Советская 88
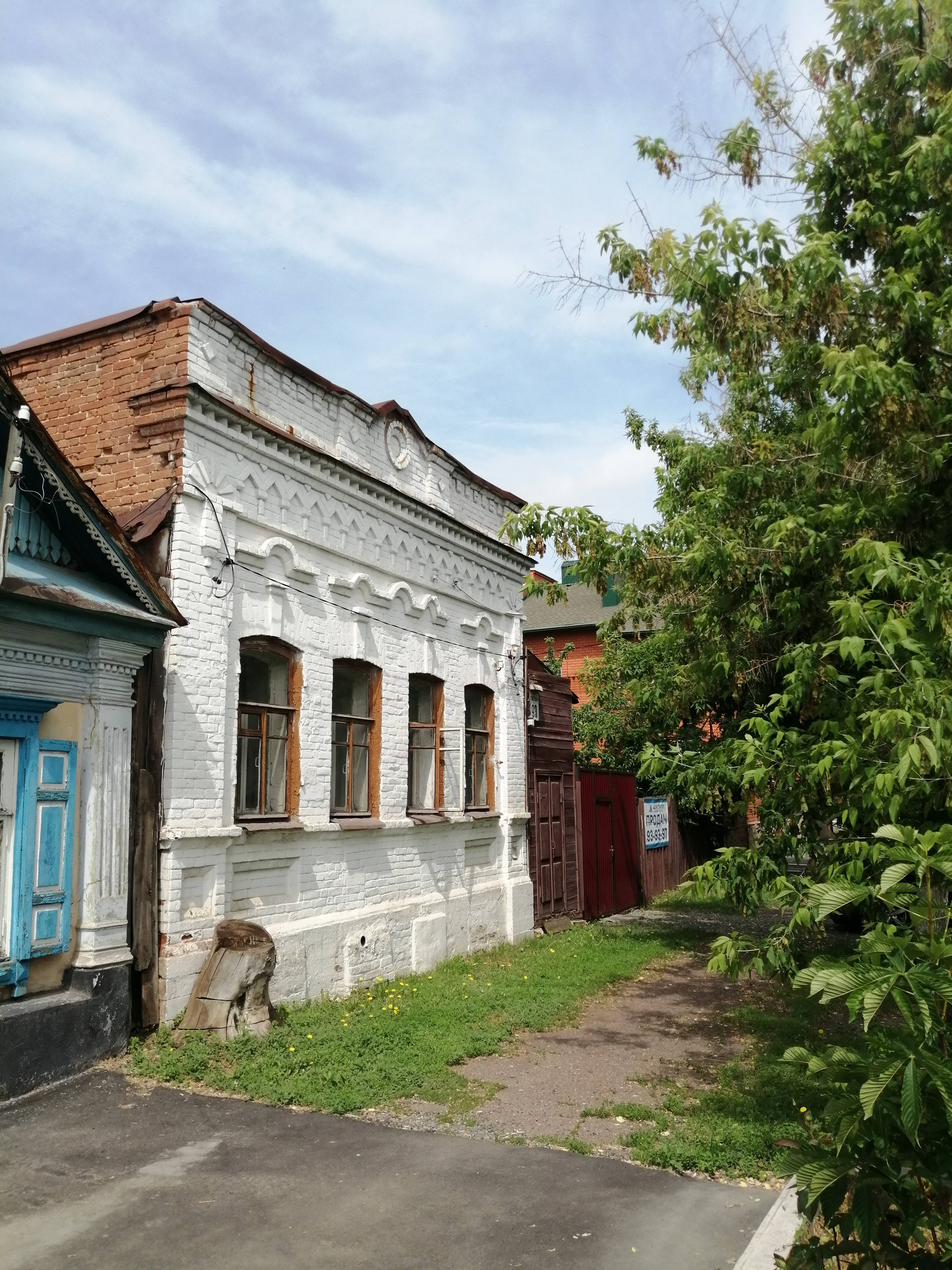
Советская 89
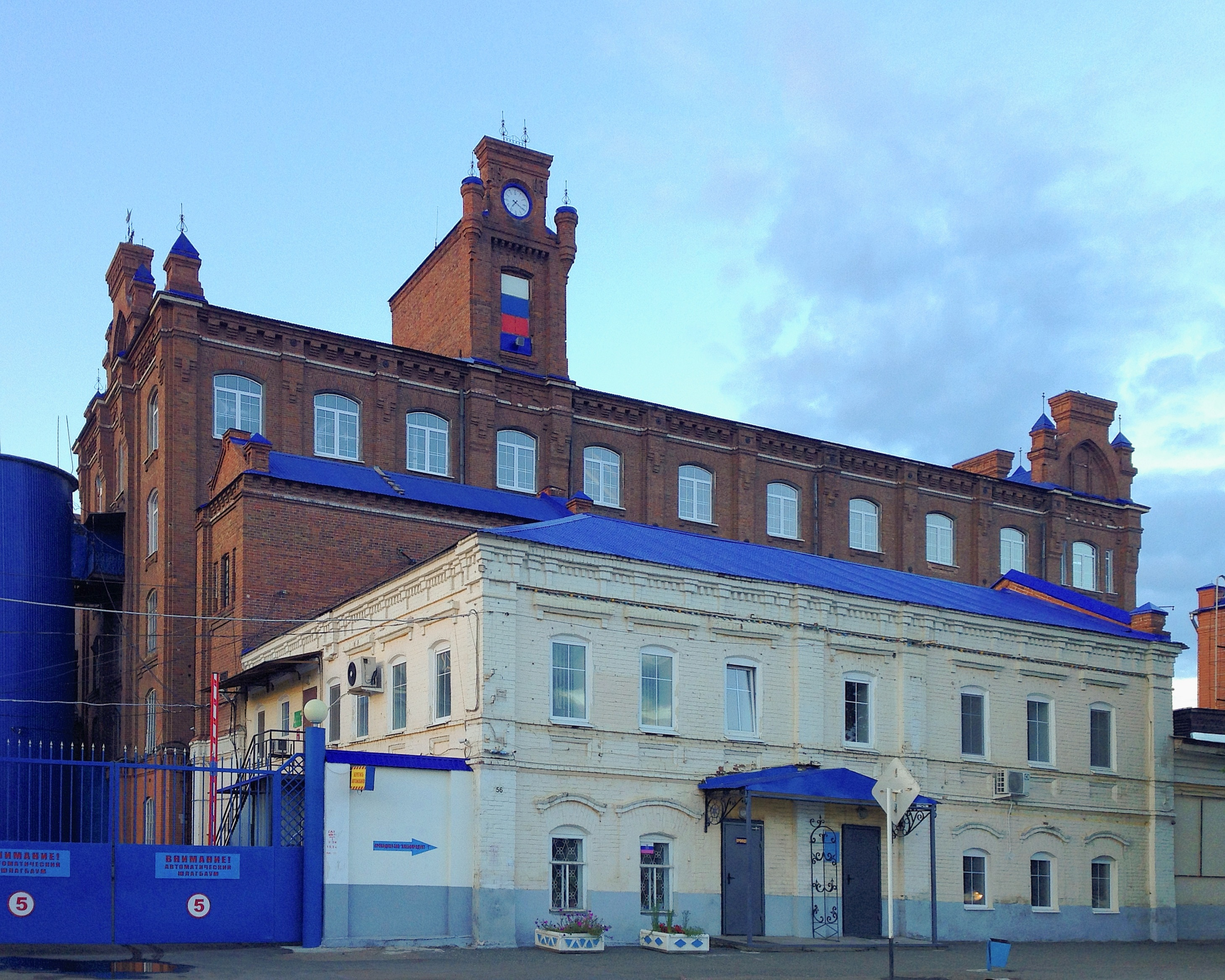
Мельница Юрова, на пересечении с ул. Ташкентской